# Leonardo da Vinci
Leonardo di Ser Piero da Vinci (pron.ⓘ), ou simplesmente Leonardo da Vinci (Anchiano, 15 de abril de 1452 — Amboise, 2 de maio de 1519), foi um polímata nascido na atual Itália, uma das figuras mais importantes do Alto Renascimento, que se destacou como cientista, matemático, engenheiro, inventor, anatomista, pintor, escultor, arquiteto, botânico, poeta e músico. É ainda conhecido como o precursor da aviação e da balística. Leonardo frequentemente foi descrito como o arquétipo do homem do Renascimento, alguém cuja curiosidade insaciável era igualada apenas pela sua capacidade de invenção. É considerado um dos maiores pintores de todos os tempos e, possivelmente, a pessoa dotada de talentos mais diversos a ter vivido. Segundo Helen Gardner, historiadora de arte, a profundidade e o alcance de seus interesses não tiveram precedentes e "sua mente e personalidade parecem sobre-humanos para nós, e o homem em si [nos parece] misterioso e distante".
Nascido como filho ilegítimo de um notário, Piero da Vinci, e de uma camponesa, Caterina, em Vinci, na região da Florença, foi educado no ateliê do renomado pintor florentino, Verrocchio. Passou a maior parte do início de sua vida profissional a serviço de Ludovico Sforza (Ludovico il Moro), em Milão; trabalhou posteriormente em Veneza, Roma e Bolonha, e passou seus últimos dias na França, numa casa que lhe foi presenteada pelo rei Francisco I. Leonardo era, como até hoje, conhecido principalmente como pintor. Duas de suas obras, a Mona Lisa e A Última Ceia, estão entre as pinturas mais famosas, mais reproduzidas e mais parodiadas de todos os tempos, e sua fama se compara apenas à Criação de Adão, de Michelangelo. O desenho do Homem Vitruviano, feito por Leonardo, também é tido como um ícone cultural, e foi reproduzido por todas as partes, desde o euro até camisetas. Cerca de quinze de suas pinturas sobreviveram até os dias de hoje; o número pequeno se deve às suas experiências constantes — e frequentemente desastrosas — com novas técnicas, além de sua procrastinação crônica. Ainda assim, estas poucas obras, juntamente com seus cadernos de anotações — que contêm desenhos, diagramas científicos, e seus pensamentos sobre a natureza da pintura — formam uma contribuição às futuras gerações de artistas que só pode ser rivalizada à de seu contemporâneo, Michelangelo.
Da Vinci é reverenciado pela sua engenhosidade tecnológica; concebeu ideias muito à frente de seu tempo, como um protótipo de helicóptero, um tanque de guerra, o uso da energia solar, uma calculadora, o casco duplo nas embarcações, e uma teoria rudimentar das placas tectônicas. Um número relativamente pequeno de seus projetos chegou a ser construído durante sua vida (muitos nem mesmo eram factíveis), mas algumas de suas invenções menores, como uma bobina automática, e um aparelho que testa a resistência à tração de um fio, entraram sem crédito algum para o mundo da indústria. Como cientista, foi responsável por grande avanço do conhecimento nos campos da anatomia, da engenharia civil, da óptica e da hidrodinâmica. Leonardo da Vinci é considerado por vários o maior gênio da história, devido a sua multiplicidade de talentos para ciências e artes, sua engenhosidade e criatividade, além de suas obras polêmicas. Num estudo realizado em 1926 seu QI foi estimado em cerca de 180.

## Biografia

### Genealogia

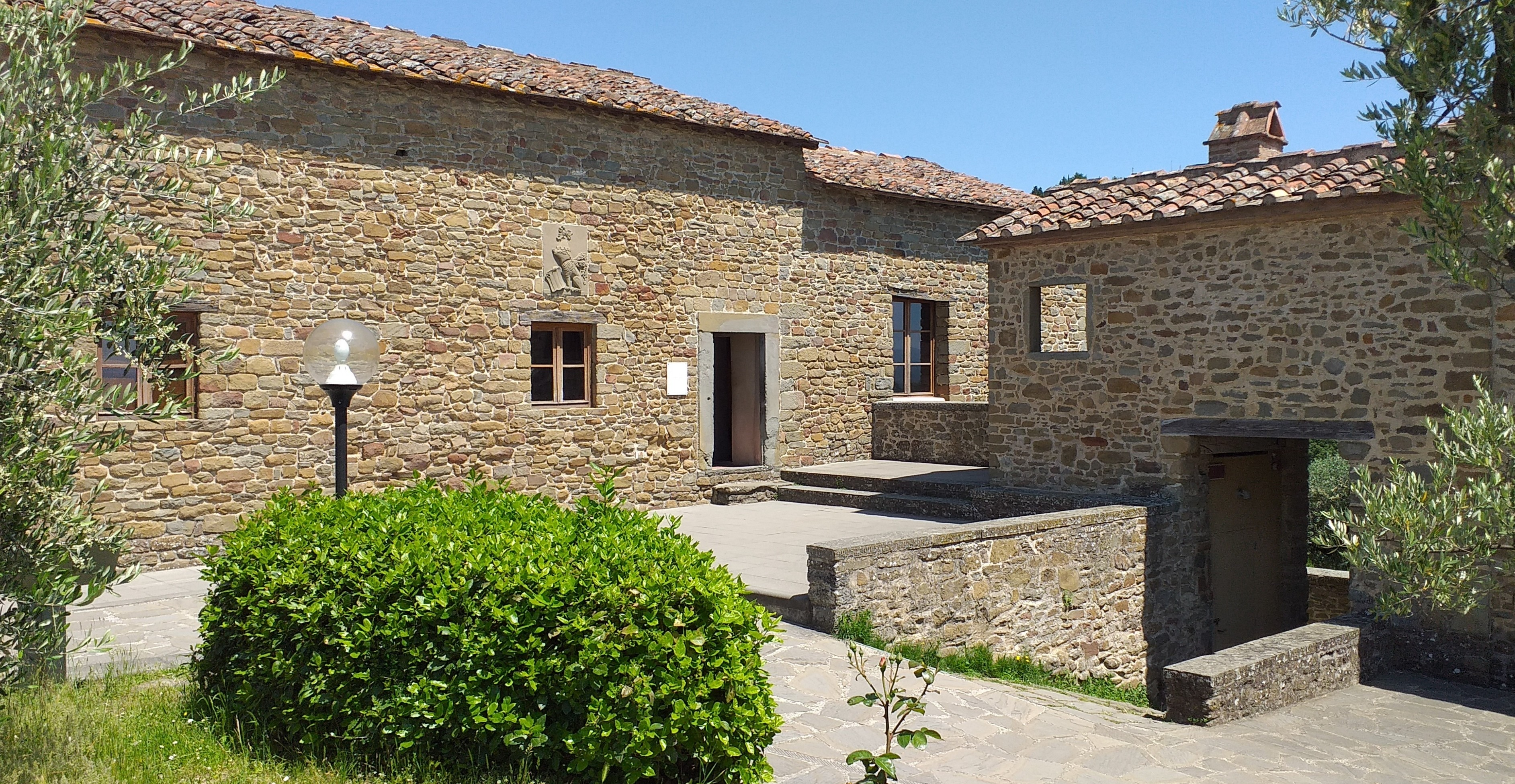
Possível casa de infância de Leonardo, em Anchiano

Leonardo nasceu em 15 de abril de 1452, "na terceira hora da noite", de um sábado, no vilarejo de Anchiano, na comuna italiana de Vinci, na Toscana, situada no vale do rio Arno, dentro do território dominado à época por Florença. Era filho ilegítimo de Messer Piero Fruosino di Antonio da Vinci, um notário florentino e Caterina di Meo Lippi, uma órfã de 15 anos, camponesa. Leonardo não tinha um sobrenome no sentido atual; "da Vinci" significa simplesmente "de Vinci": seu nome completo de batismo era "Leonardo di ser Piero da Vinci", que significava "Leonardo, (filho) de (Mes)ser, Piero de Vinci".
Estudos genealógicos recentes afirmam que possuía cerca de vinte e dois meio-irmãos.

### Infância, 1452–1468

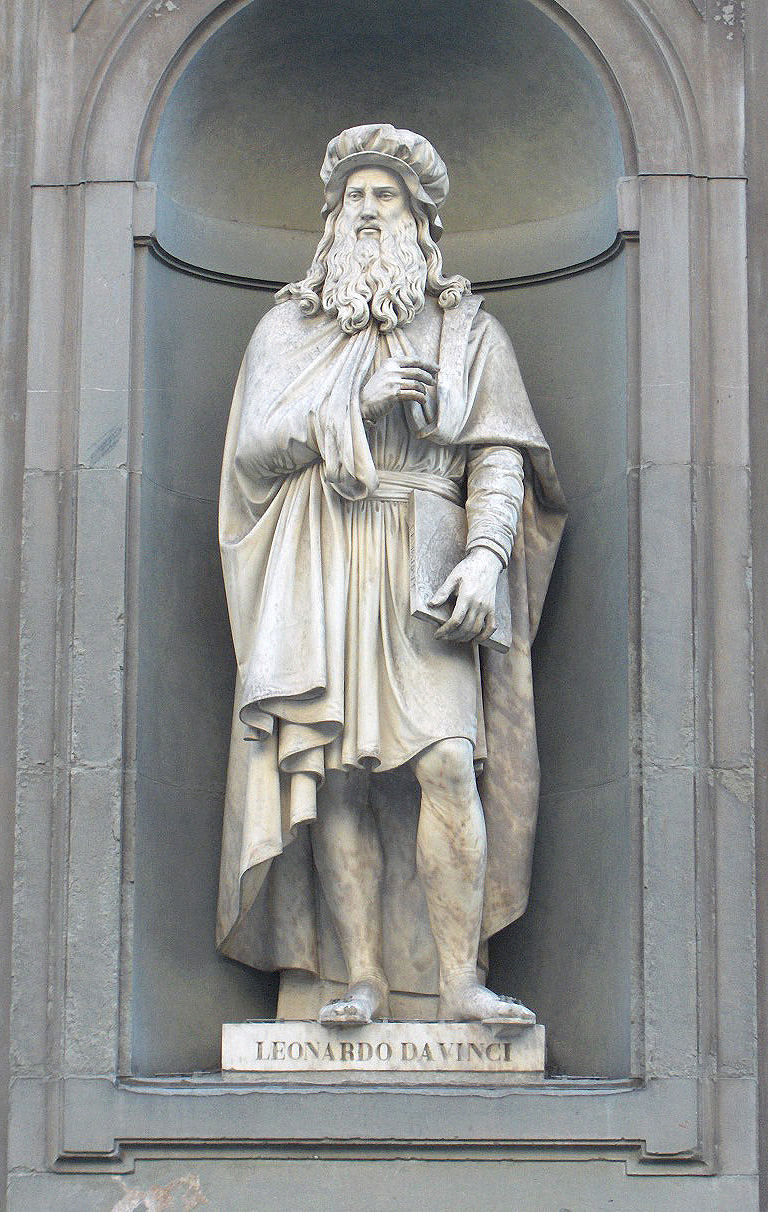
Estátua de Leonardo da Vinci na Galleria degli Uffizi

Pouco se sabe da infância de Leonardo. Provavelmente passou os seus primeiros quatro ou cinco anos no vilarejo de Anchiano, e depois do casamento de sua mãe com um lavrador de nome Accattabriga di Piero del Vaca, arranjado por Piero pouco após o nascimento do filho, mudou-se para a casa da família de seu pai então casado com uma jovem de dezesseis anos chamada Albiera di Giovanni Amadori, com a qual Leonardo tinha uma boa relação, a quem chamava de madrinha, em companhia de seu avô, Antonio, e tio, Francesco, na paróquia de Santa Croce em Vinci, em um ambiente bucólico aconchegante, o que é significativo na personalidade de um Leonardo ligado a natureza. Albiera morreu muito cedo sem filhos. A morte do seu avô Antonio a quem muito estimava deu-se logo após em 1468, e Leonardo apesar de ilegítimo continuará filho único no segundo casamento do seu pai Piero, com Francesca di Giuliano Lanfredini; testemunharia a mais dois casamentos deste, até que em 1476, quando viviam em Florença, Piero teve o tão esperado filho legítimo. Em sua vida adulta, Leonardo só se recordaria de dois incidentes de sua infância, um deles, tinha como presságio:
Parece-me que sempre fui destinado a me interessar muito profundamente por falcões, pois lembro-me como uma de minhas primeiras recordações que, quando estava no berço, um falcão desceu sobre mim e abriu-me a boca com a cauda, e me bateu muitas vezes entre os lábios com ela.
O segundo ocorreu enquanto ele brincava nas montanhas da região, e depois de vagar por alguma distância entre as rochas projetadas acima, cheguei à boca de uma imensa caverna, diante da qual me quedei por algum tempo estupefato, pois ignorava a sua existência (…) e após ficar ali algum tempo, de repente despertaram dentro de mim duas emoções — medo e desejo — medo da escura e ameaçadora caverna, desejo de ver se haveria alguma coisa maravilhosa lá dentro.
A infância e a juventude de Leonardo foram tema de diversas conjunturas históricas. Giorgio Vasari, biógrafo do século XVI que escreveu sobre os pintores do Renascimento Italiano, conta como um camponês local teria pedido a Ser Piero que mandasse seu filho pintar um quadro numa placa redonda ou escudo. Leonardo respondeu com uma pintura de serpentes soltando fogo — ou mesmo um dragão — tão terrível e mesmo assim tão surpreendente que Ser Piero decidiu vender a um negociante de arte florentino que, por sua vez, a vendeu ao Duque de Milão. Enquanto isso, com parte do lucro da venda, Ser Piero comprou uma placa, decorada com um coração penetrado por uma flecha, que ele deu ao camponês. Leonardo tornou-se um jovem instruído e sempre referido pelos estudiosos como dono de uma bela aparência de fartos cabelos louros e olhos claros, além de uma personalidade afável com o trato das pessoas.

### Ateliê de Verrocchio, 1469–1476

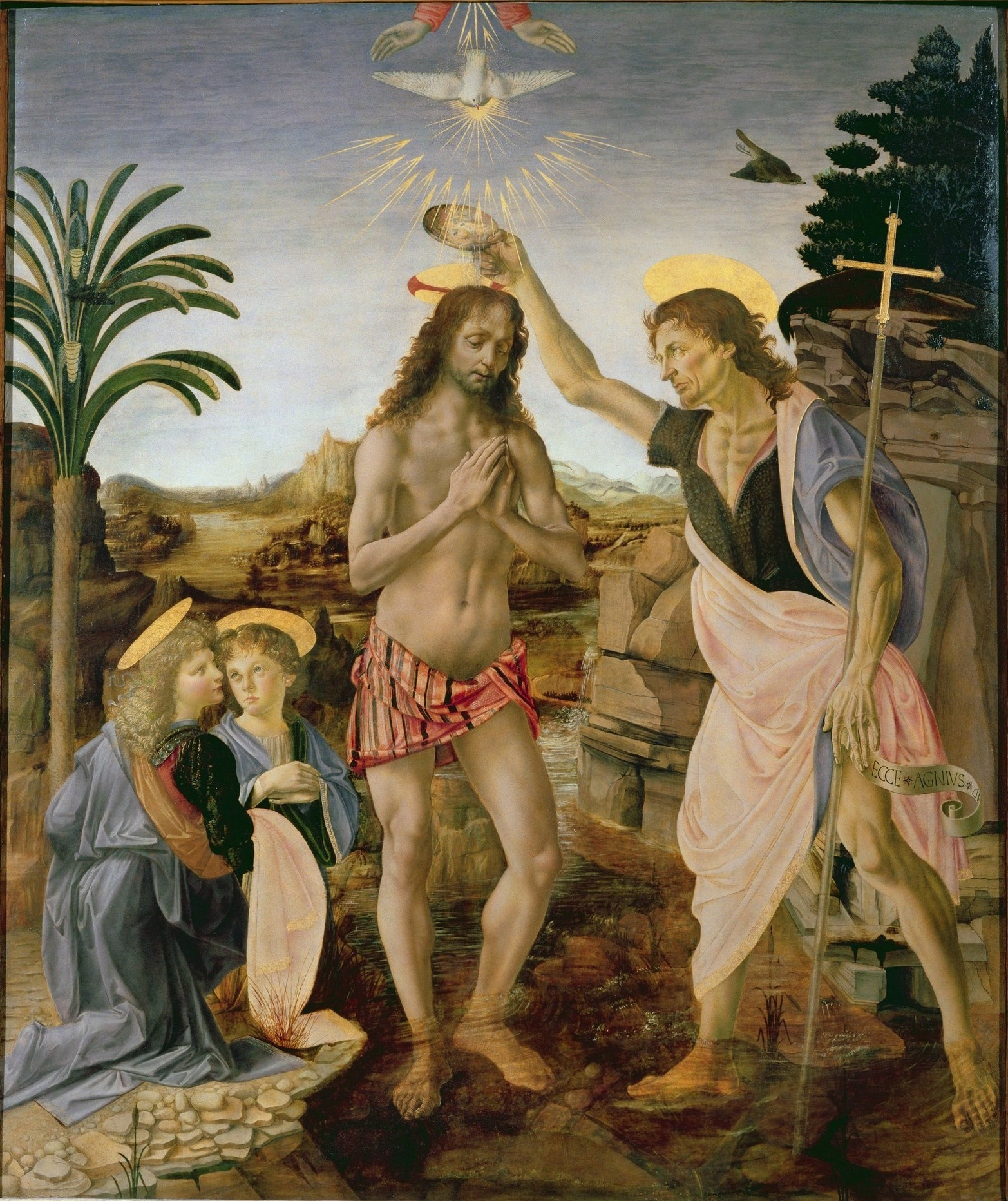
O Batismo de Cristo, de Verrocchio e Leonardo, 1472–1475; Galleria degli Uffizi

Na sua adolescência, Leonardo foi fortemente influenciado por duas grandes personalidades da época, Lourenço de Médici e o grande artista Andrea del Verrocchio. Em 1469, com dezessete anos, Leonardo passou a ser aprendiz de um dos mais bem-sucedidos artistas de seu tempo, Andrea di Cione, conhecido como Verrocchio (Olho verdadeiro). O ateliê de Verrocchio estava no centro das correntes intelectuais de Florença, o que garantiu ao jovem Leonardo uma educação nas ciências humanas. Outros pintores famosos que passaram por um aprendizado neste mesmo ateliê foram Ghirlandaio, Perugino, Botticelli e Lorenzo di Credi. Leonardo foi exposto desde cedo a uma vasta gama de técnicas, e teve a oportunidade de aprender desenho técnico, química, metalurgia, mecânica, carpintaria, a trabalhar com materiais como couro e metal, fazer moldes, além das técnicas artísticas de desenho, pintura, escultura e modelagem.
Boa parte da produção de pinturas do ateliê de Verrocchio era feita por seus funcionários. De acordo com Vasari, Leonardo colaborou com Verrocchio em seu O Batismo de Cristo, pintando o jovem anjo da esquerda, que segura a túnica de Jesus de maneira tão superior ao seu próprio mestre que Verrocchio teria decidido nunca mais pintar. Isto provavelmente é um exagero; mas um exame atento da pintura mostra que existem diversos retoques feitos sobre a têmpera utilizando a nova técnica de pintura a óleo, como o cenário, as rochas que podem ser vistas ao fundo e boa parte da figura do próprio Jesus, todas testemunhas da mão de Leonardo.
O próprio Leonardo pode ter sido o modelo para duas obras de Verrocchio, incluindo a estátua de bronze de David, no Bargello, e o Arcanjo em Tobias e o Anjo. Na altura apenas se disse que a estátua de David tinha sido inspirada num dos mais belos aprendizes do atelier de Verrocchio.
Em 1472, com vinte anos de idade, Leonardo se qualificou para o cargo de mestre na Guilda de São Lucas, uma guilda de artistas e doutores em medicina, porém mesmo depois de seu pai ter montado seu próprio ateliê, sua ligação com Verrocchio permaneceu tal que ele continuou a colaborar com ele. Aos poucos, as pessoas da corte passam a fazer encomendas diretamente a Leonardo. Sua obra mais antiga a ser datada é um desenho em pena e tinta do vale do Arno, feito em 5 de agosto de 1473.

### Vida profissional, 1476–1513

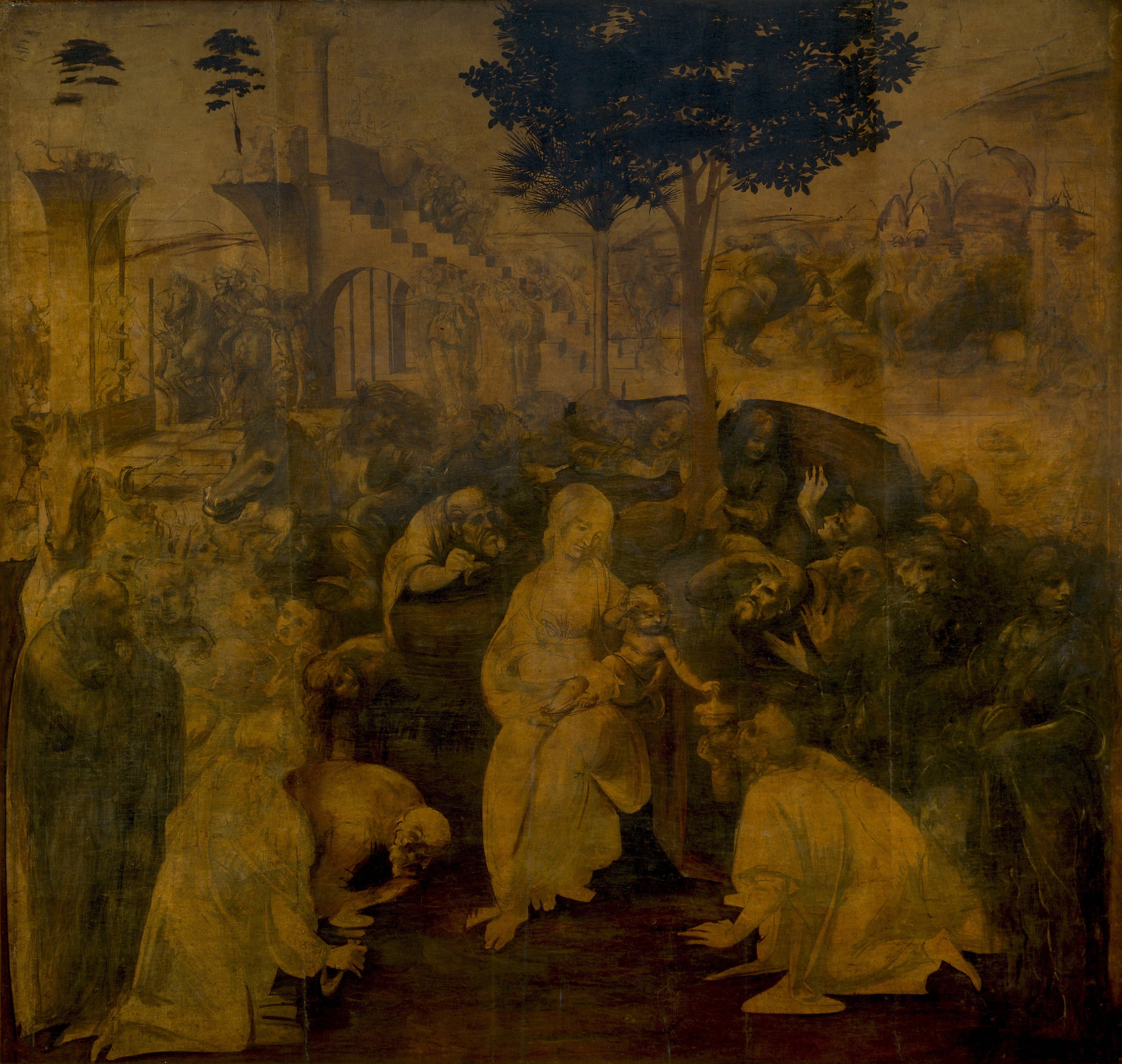
A Adoração dos Magos, (1481–1482) — Uffizi. Em março de 1481, a Leonardo foi encomendada esta pintura, pelos monges de São Donato Scopeto em Florença. O notário do mosteiro era o pai de Leonardo, e é muito provável que tenha induzido os monges a contratar seu filho.

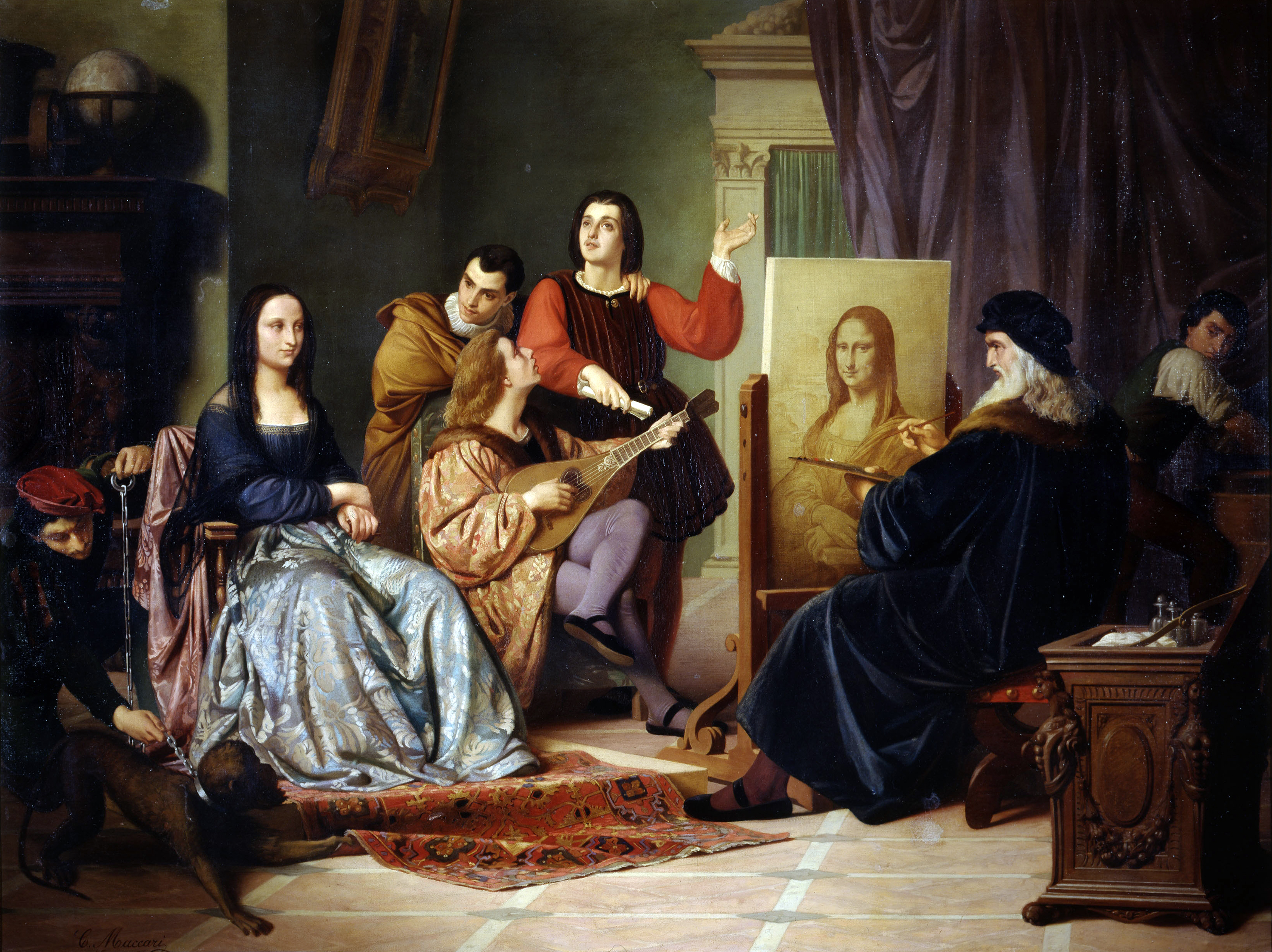
Leonardo da Vinci pintando a Mona Lisa

Em 1476, Leonardo da Vinci, juntamente com mais três alunos do ateliê de Verrocchio, foram acusados de sodomia; segundo a acusação referente a Leonardo, ele teria tido relações homossexuais com Jacopo Saltarelli, um jovem de 17 anos muito popular à época em Florença como prostituto. Diante, no entanto, da falta de provas concretas que confirmassem semelhante acusação contra Leonardo e outros três rapazes, além de um deles ser membro de uma família com conexão aos Médici, o caso foi arquivado "com a condição de que não fossem feitas novas acusações". Porém, algumas semanas depois, surgiu uma nova acusação em Latim, que foi retirada por falta de testemunhas com a mesma condição de antes. A partir desta data até 1478 não existem registros nem de obras suas nem de seu paradeiro, embora se costuma presumir que Leonardo tenha estado no ateliê, em Florença, entre 1476 e 1481. Em 1478 foi-lhe encomendada a pintura de um retábulo para a Capela de São Bernardo, e a Adoração dos Magos, em 1481, para os monges de San Donato a Scopeto. Esta importante encomenda foi interrompida com a ida de Leonardo para Milão.
Em 1482, Leonardo, que de acordo com Vasari era um músico muito talentoso, criou uma lira de prata, com a forma da cabeça de um cavalo. Lourenço de Médici, dito "il Magnifico", grande humanista, enviou Leonardo, a portar a lira como um presente, a Milão, para selar a paz com Ludovico Sforza (dito il Moro, "o Mouro"), Duque de Milão não oficial. Foi nesta época que Leonardo da Vinci escreveu uma carta a Ludovico, citada frequentemente, na qual ele descreve as coisas diversas e maravilhosas que conseguia realizar no campo da engenharia, e informando o seu senhor que ele também podia pintar, apesar de muitas de suas ideias estarem no campo da fantasia e só um sistema de rodete, idealizado em 1490, chegou a ser usado no campo de batalha.
Leonardo continuou a trabalhar em Milão, entre 1482 e 1499. Recebeu a encomenda de pintar a Virgem dos Rochedos para a Confraria da Imaculada Conceição, e a Última Ceia para o mosteiro de Santa Maria delle Grazie. Enquanto vivia em Milão, entre 1493 e 1495, Leonardo listou uma mulher, chamada Caterina, entre seus dependentes, nas suas declarações de imposto de renda. Quando ela morreu, em 1495, a lista dos gastos com o funeral sugere que ela pode ter sido sua mãe.
Trabalhou em diversos projetos para Ludovico, incluindo o preparo de carros alegóricos e desfiles para ocasiões especiais, o projeto de uma cúpula para a Catedral de Milão, e um modelo de uma imensa estátua equestre para Francesco I Sforza, o antecessor de Ludovico. Setenta toneladas de bronze foram separadas para a sua confecção; o monumento permaneceu inacabado durante anos, o que não foi comum na carreira de Leonardo. Em 1492 um modelo de argila foi terminado; ele era maior, em tamanho, que as duas únicas estátuas equestres do Renascimento, a estátua de Gattemelata, em Pádua, e a de Bartolomeo Colleoni, de Verrocchio, em Veneza, e ficou conhecido como o "Gran Cavallo".
Leonardo começou a fazer os projetos detalhados para a sua fundição; Michelangelo, no entanto, sugeriu, de maneira indelicada, que Leonardo seria incapaz de fazê-lo. Em novembro de 1494 Ludovico usou o bronze para fabricar canhões, visando defender a cidade da invasão de Carlos VIII da França.
No início da Segunda Guerra Italiana, em 1499, as tropas invasoras francesas de Luís XII sucessor de Carlos VIII, utilizaram-se do modelo de argila do Gran Cavallo como alvo para praticar tiro. Com a deposição de Ludovico Sforza, Leonardo, juntamente com seu assistente, Salai, e seu amigo, o matemático Luca Pacioli, abandonou Milão e fugiu para Veneza, passando por Mântua, sendo que em Veneza foi empregado como arquiteto e engenheiro militar, planejando métodos de defender a cidade de um ataque naval.

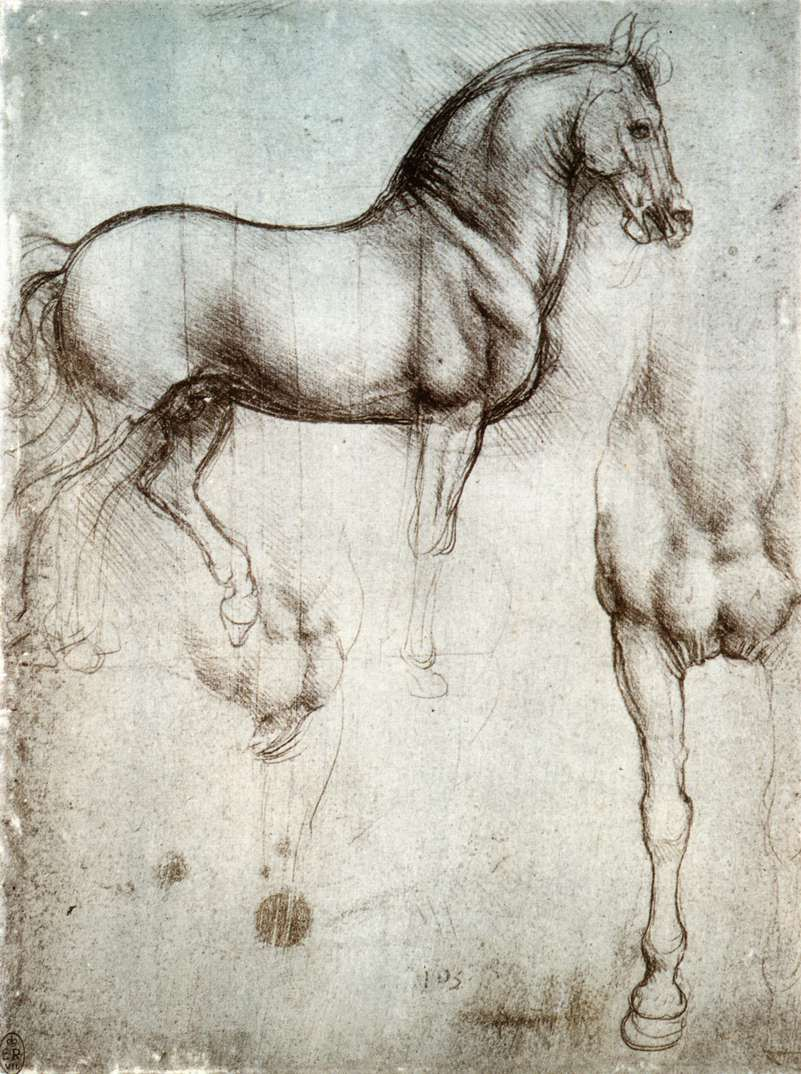
Estudo de um cavalo, dos diários de Leonardo — Royal Library, Castelo de Windsor

Ao retornar a Florença, em 1500, foi recebido, juntamente com sua família e criadagem, pelos monges servitas do mosteiro de Santissima Annunziata, onde tinha à sua disposição um ateliê. Foi ali que, de acordo com Vasari, criou o desenho da Virgem, o Menino, Sant'Ana e São João Batista — uma obra que conquistou tanta admiração que homens e mulheres, jovens e velhos vinham vê-la, em massa, como se estivessem frequentando um grande festival. 
Em 1502, Leonardo passou a trabalhar para César Bórgia, filho do papa Alexandre VI, atuando como arquiteto e engenheiro militar, e viajando por toda a Itália com seu patrão; foi nessa viagem que conheceu Nicolau Maquiavel. Retornou a Florença, onde voltou a fazer parte da Guilda de São Lucas, em 18 de outubro de 1503; recebeu a encomenda de um retrato: a Mona Lisa, e passou os dois anos seguintes desenhando e pintando um grande mural da Batalha de Anghiari para a Signoria, enquanto Michelangelo foi responsável pela peça que a acompanhava, A Batalha de Cascina. Ainda em Florença, em 1504, fez parte de um comitê formado para transferir, contra a vontade do próprio autor, Michelangelo, a célebre estátua do Davi.
Em 1506, retornou a Milão. Muitos dos seus pupilos e seguidores mais importantes, no campo da pintura, ou o conheceram ou trabalharam com ele naquela cidade, incluindo Bernardino Luini, Giovanni Antonio Boltraffio e Marco D'Oggione. Seu pai morreu em 1504, e como resultado, em 1507 Leonardo teve de voltar a Florença para resolver com seus irmãos os problemas decorrentes da herança e das propriedades paternas. No ano seguinte, retornou a Milão por solicitação do governador francês Charles d'Amboise, para resolver problemas de trabalhos inconclusos, onde passou a viver em sua própria casa, na região da Porta Orientale, na paróquia de São Bábila. Após mercenários suíços expulsarem os franceses em 1512, Massimiliano Sforza filho de Ludovico, ascendeu ao poder, e Leonardo ficou sem patrono. No ano seguinte foi convidado por Juliano de Médici, filho de il Magnifico, para viajar para Roma, que estava sob o controle do papa Leão X, um Médici.

### Últimos anos, 1513–1519

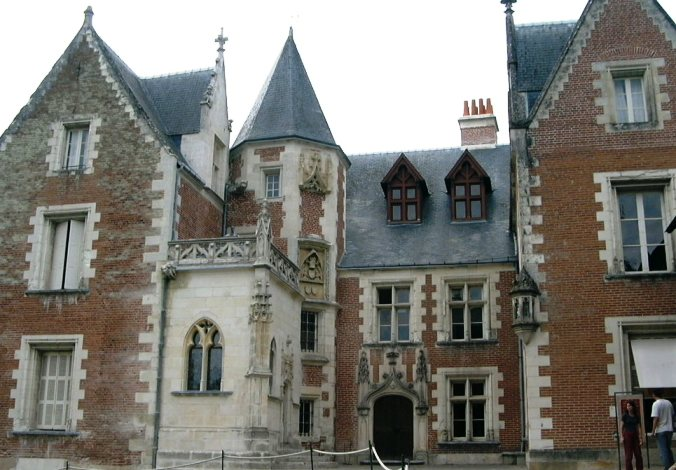
Clos Lucé, na França, onde Leonardo viveu seus últimos anos de vida, até morrer em 1519

De setembro de 1513 a 1516, Leonardo passou a maior parte do seu tempo vivendo no Belvedere, no Vaticano, em Roma, período durante o qual Rafael e Michelangelo também estavam em atividade. Em outubro de 1515, Francisco I da França reconquistou Milão; Leonardo estava presente no encontro entre Francisco I e o papa Leão X, em 19 de dezembro, ocorrido em Bolonha.
Foi de Francisco que Leonardo recebeu a encomenda de construir um leão mecânico, que pudesse caminhar para a frente, e abrir seu peito, revelando um ramalhete de lírios.  Em 1516, passou a trabalhar diretamente a serviço de Francisco, e foi-lhe concedido o solar de Clos Lucé, próximo à residência do rei, no Castelo de Amboise. Foi aqui que ele passou os três últimos anos de sua vida, acompanhado por seu amigo e aprendiz, o conde Francesco Melzi, e sustentado por uma pensão que totalizava 10 000 escudos.
Leonardo morreu em Clos Lucé, em 2 de maio de 1519. Francisco havia se tornado um grande amigo; e Vasari relata que o rei segurava a cabeça de Leonardo em seus braços quando este morreu — embora a história, amada pelos franceses e retratada em pinturas românticas de artistas como Ingres e Angelica Kauffmann, possa ser mais lenda do que realidade.

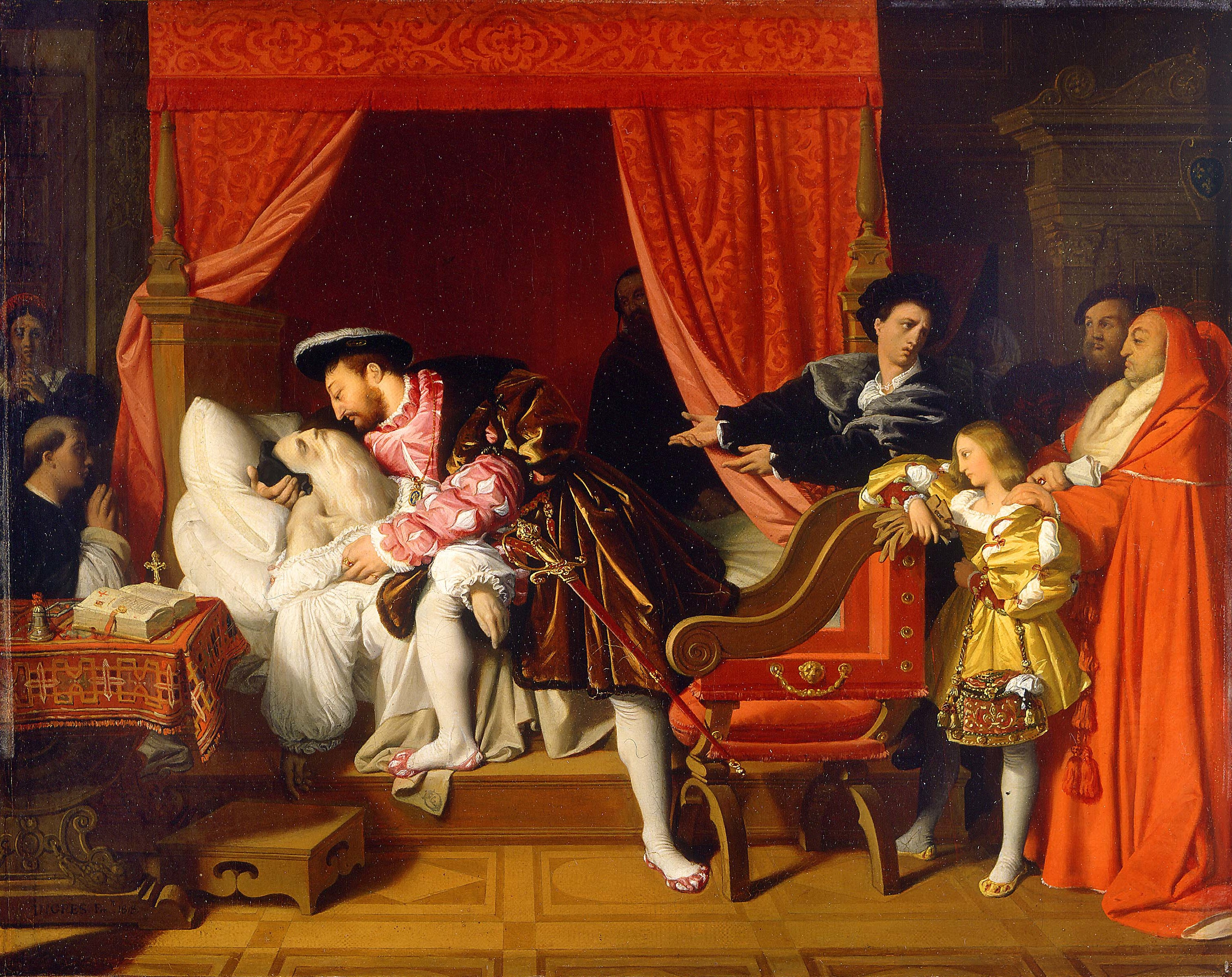
A Morte de Leonardo da Vinci, por Jean-Auguste Dominique Ingres (1818)

Vasari também conta que, em seus últimos dias, Leonardo teria pedido que um padre lhe fosse trazido, para que se confessasse e recebesse a extrema unção. De acordo com o que pediu em seu testamento, sessenta mendigos seguiram o seu cortejo. Foi enterrado na Capela de Saint-Hubert, no Castelo de Amboise. Melzi foi o principal herdeiro e inventariante, e recebeu, além de todo o dinheiro de Leonardo, todos os seus cadernos, ferramentas, sua biblioteca e seus objetos pessoais. Leonardo também se lembrou de seu antigo pupilo e companheiro, Salai, e de seu criado, Battista di Vilussis; cada um recebeu uma metade das vinhas de Leonardo, sendo que de Salai tornaram-se posses as pinturas que acompanhavam o mestre desde então. Seus irmãos também receberam terras, e sua criada recebeu um manto negro de bom material, com as bordas de pele.
Cerca de vinte anos após a morte de Leonardo, o rei Francisco teria falado, segundo o escultor Benvenuto Cellini: "Nunca nasceu no mundo outro homem que soubesse tanto quanto Leonardo, nem tanto [por seus conhecimentos] de pintura, escultura e arquitetura, mas por ele ter sido um grande filósofo".

## Relacionamentos e influências

### Florença – contexto social e artístico de Leonardo
Leonardo começou seu aprendizado com Verrocchio em 1466, no ano em que morreu o mestre do próprio Verrocchio, o grande escultor Donatello. O pintor Uccello, cujas experiências com a perspectiva influenciariam o desenvolvimento da pintura de paisagem, já era um homem de idade muito avançada, e os pintores Piero della Francesca e Fra Filippo Lippi, o escultor Luca della Robbia, e o arquiteto e escritor Alberti já estavam em seus sessenta anos de idade. Entre os artistas mais bem sucedidos da geração seguinte estavam, além do próprio professor de Leonardo, Verrocchio, Antonio Pollaiuolo e o escultor Mino de Fiesole, cujos bustos realistas são até hoje as evidências mais confiáveis da aparência real do pai de Lourenço de Médici, Piero, e de seu tio, Giovanni.
Leonardo passou sua juventude numa Florença decorada pelas obras destes artistas, e pelos contemporâneos de Donatello, como Masaccio — cujos afrescos figurativos estavam imbuídos de realismo e emoção, ou de Ghiberti, cujas Portas do Paraíso, folheadas a ouro, mostravam a arte da combinação de composições figurativas complexas com fundos arquitetônicos ricamente detalhados. Piero della Francesca fez um estudo detalhado da perspectiva, e foi o primeiro pintor a fazer um estudo científico da luz. Estes estudos, juntamente com o Trattato de Leone Battista Alberti, teriam um efeito profundo nos artistas mais jovens, e especialmente nas próprias observações e obras de Leonardo.
A Expulsão do Jardim do Éden, de Massaccio, mostrando Adão e Eva nus e transtornados, abandonando o Jardim do Éden, criou uma imagem tremendamente expressiva da forma humana, representada em três dimensões através do uso de luz e sombra — algo que seria desenvolvido nas obras de Leonardo a ponto de influenciar a história da pintura a partir de então. As influências humanistas do Davi de Donatello podem ser vistas nas pinturas da velhice de Leonardo, em especial o São João Batista.
Uma tradição recorrente em Florença era a de pequenos retábulos retratando a Virgem e o Menino. Muitos eram feitos em têmpera ou terracota vitrificada, pelos ateliês de Filippo Lippi, Verrocchio e da prolífica família della Robbia. Leonardo foi contemporâneo de Botticelli, Ghirlandaio e Perugino, embora fossem um pouco mais velhos que ele. Teria conhecido todos no atelier de Verrocchio, com quem eles tinham ligações, e na Academia dos Médici. Botticelli era especialmente preferido pela família Médici, e seu sucesso como pintor era praticamente garantido. Ghirlandaio e Perugino eram prolíficos, e também geriam grandes ateliês; foram responsáveis por comissões realizadas com competência, para patronos satisfeitos, que apreciavam a habilidade de Ghirlandaio de retratar os cidadãos ricos de Florença em grandes afrescos religiosos, e a habilidade de Perugino em criar multidões de santos e anjos de inescapável doçura e inocência.
Em 1476, durante o período em que Leonardo esteve ligado ao atelier de Verrocchio, o pintor flamengo Hugo van der Goes chegou em Florença, trazendo o Retábulo de Portinari e as novas técnicas de pintura do Norte da Europa que afetariam profundamente os pintores florentinos do período. Em 1479 o pintor siciliano Antonello da Messina, que trabalhava exclusivamente com óleos, viajou para o norte, em direção a Veneza, onde o principal pintor da cidade, Giovanni Bellini, também adotara a técnica da pintura a óleo, transformando-a rapidamente na técnica preferida do local. Leonardo também visitaria Veneza algum tempo depois.
Como dois arquitetos contemporâneos, Bramante e Antonio da Sangallo, o Velho, Leonardo experimentou com projetos para igrejas planejadas centralmente, diversas das quais aparecem em seus diários, tanto em plantas quanto vistas — embora nenhum destes projetos tenha chegado a ser posto em prática.
Os contemporâneos políticos de Leonardo foram Lourenço de Médici (il Magnifico), três anos mais velhos que ele, e seu popular irmão mais novo, Juliano, morto na Congiura dei Pazzi de 1478. Ludovico Sforza (il Moro), que governou Milão entre 1479 e 1499, período durante o qual Leonardo foi enviado como embaixador em nome da corte dos Médici, também tinha aproximadamente a mesma idade.
Juntamente com Alberti, Leonardo passou a frequentar o lar dos Médici, e através deles conheceu filósofos humanistas como Marsilio Ficino, proponente do neoplatonismo, Cristoforo Landino, autor de comentários sobre os escritos da Antiguidade Clássica, e João Argyropoulos, professor de grego e tradutor das obras de Aristóteles. Outro contemporâneo de Leonardo que também teve seu nome associado à Academia dos Médici foi o jovem e brilhante poeta e filósofo Pico della Mirandola.
Embora costumem ser agrupados como os três gigantes do Alto Renascimento, Leonardo, Michelangelo e Rafael não pertenceram à mesma geração. Leonardo tinha vinte e três anos quando Michelangelo nasceu, e trinta e um no nascimento de Rafael, este último teve uma vida curta, morrendo em 1520, no ano após a morte de Leonardo; já Michelangelo continuou criando por mais 45 anos.

### Vida pessoal

Retrato de Isabella d'Este

Ao longo da vida de Leonardo, seu extraordinário poder de inventividade, sua "espetacular beleza física", "graça infinita", "grande força e generosidade", "espírito régio e tremendo alcance mental", como foram descritos por Vasari, atraíram a curiosidade daqueles que o cercavam. Diversos autores especularam sobre os vários aspectos da personalidade de Leonardo; um deles, a sua adoção de éticas e práticas pessoais, que podem ser ocasionadas de sua crescente admiração pela natureza e suas criaturas, como pode ser exemplificado por seu vegetarianismo e o hábito, descrito também por Vasari, de comprar pássaros engaiolados e libertá-los.
Leonardo teve muitos amigos que se tornaram profissionais renomados em seus campos, ou que são célebres até hoje por sua importância histórica. Entre eles está o matemático Luca Pacioli, com quem ele colaborou num livro na década de 1490, assim como Franchinus Gaffurius e Isabella d'Este, a grande dama do Renascimento. Além de suas amizades, Leonardo mantinha sua vida privada em segredo. Sua sexualidade foi alvo frequente de estudos, análises e especulações. Esta tendência já se tinha iniciado no meio do século XV, e tomou novo ímpeto nos séculos XIX e XX, especialmente a partir de Sigmund Freud.

### Assistentes e pupilos

Salai, criado de Leonardo da Vinci, como São João Batista (c. 1514) — Louvre

Os relacionamentos mais íntimos de Leonardo foram com seus dois pupilos, Gian Giacomo Caprotti da Oreno, apelidado Salai ou il Salaino ("pequeno diabo" na gíria da época), que entrou para o seu convívio familiar em 1490. Depois de apenas um ano, Leonardo fez uma lista de suas contravenções, chamando-o de "um ladrão, um mentiroso, teimoso, e glutão", depois de ele ter roubado dinheiro e objetos de valor em pelo menos cinco ocasiões, e gastar uma fortuna em roupas. Ainda assim, em seus primeiros anos, os cadernos de Leonardo contêm diversas pinturas do estudante, que permaneceu como parte da família de Leonardo pelos trinta anos seguintes. Salai também fez uma série de pinturas, sob o nome de Andrea Salai; embora Vasari tenha alegado que Leonardo "ensinou-lhe muito sobre pintura", sua obra é geralmente considerada como tendo um mérito artístico menor do que outros pupilos de Leonardo, como Marco d'Oggione e Boltraffio. Em 1515 Salai pintou uma versão nua da Mona Lisa, conhecida como Mona Vanna. O próprio Salai era proprietário da Mona Lisa na ocasião de sua morte, em 1525, e em seu testamento ela foi estimada em 505 liras, um valor excepcionalmente alto para um pequeno retrato.
Em 1506 Leonardo acolheu outro pupilo, o conde Francesco Melzi, filho de um aristocrata da Lombardia. Melzi, estudante predileto de Leonardo, viajou com o tutor para a França, onde esteve ao seu lado durante todo o fim de sua vida. Com a morte de Leonardo, Melzi herdou as coleções, manuscritos e obras artísticas e científicas de Leonardo, patrimônio que ele administrou fielmente a partir de então.

## Obra artística

### Introdução

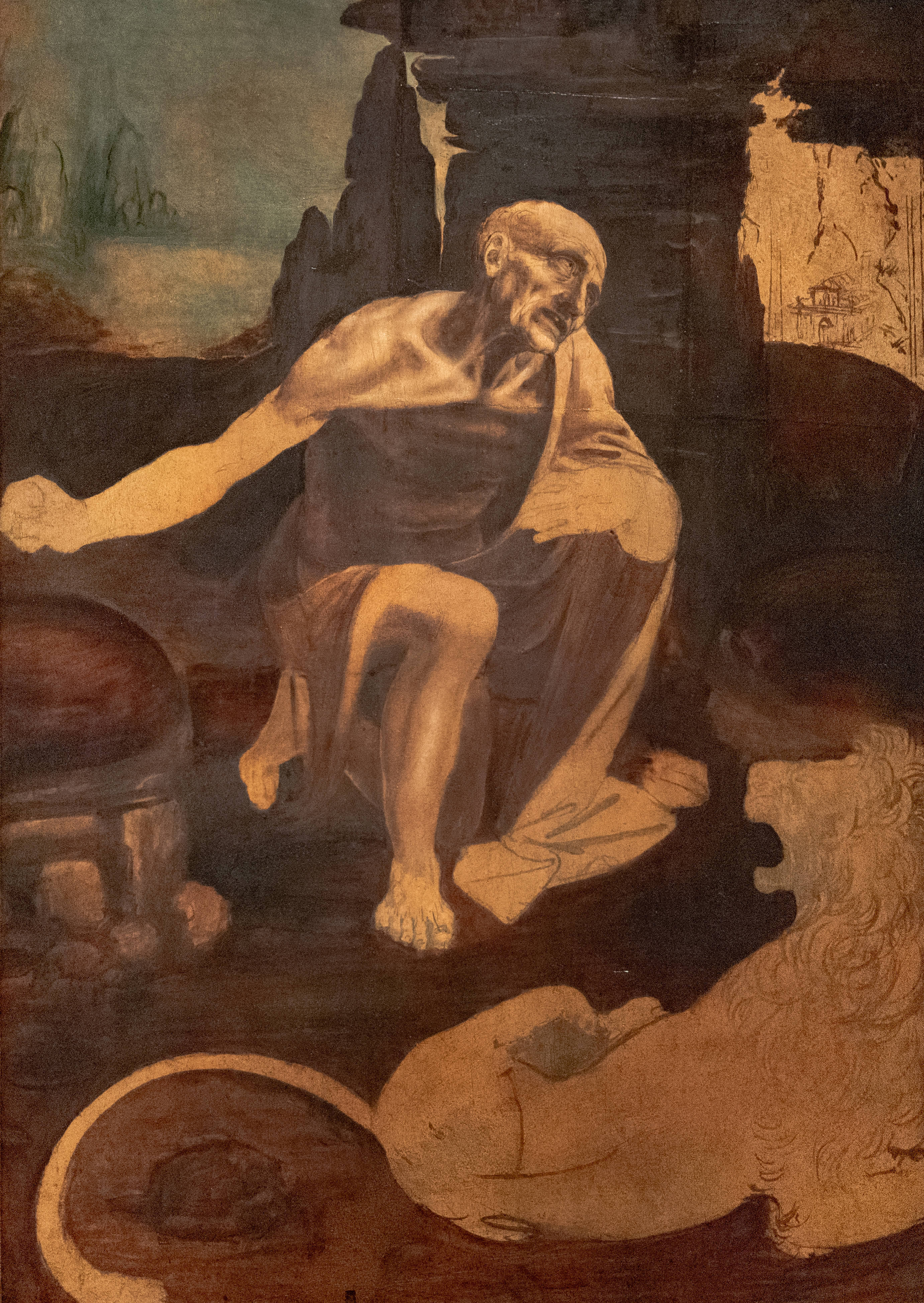
São Jerônimo no Deserto, pintura inacabada, c. 1480, Palácio Apostólico do Vaticano

Apesar do recente interesse e admiração por Leonardo como cientista e inventor, durante mais de quatrocentos anos a sua enorme fama apoiou-se nos seus feitos como pintor e num punhado de obras, autenticadas ou atribuídas a ele, que têm sido vistas desde então como algumas das obras-primas supremas já criadas pelo homem.
Estas pinturas ficaram famosas por uma série de qualidades que foram muito imitadas por estudantes e discutidas extensivamente por conhecedores e críticos. Entre algumas destas qualidades que tornam a obra de Leonardo única estão as técnicas inovadoras que ele usou na aplicação da tinta, seu conhecimento detalhado de anatomia, luz, botânica e geologia, seu interesse na fisiognomonia e na maneira pelo qual os humanos registram emoções em suas expressões e gestos, seu uso inovador da forma humana em composições figurativas, e o uso da graduação sutil da tonalidade. Todas estas qualidades encontram-se reunidas em suas obras mais famosas, como a Mona Lisa, A Última Ceia e a Virgem dos Rochedos.
Leonardo não foi um pintor prolífico, mas foi o mais prolífico desenhista (projetista), mantendo diários cheios de pequenos rascunhos e desenhos detalhados registrando todas as coisas que lhe chamavam atenção. Juntamente com os diários, existem diversos estudos de pinturas, alguns dos quais podem ser identificados como preparações para trabalhos específicos como A Adoração dos Magos, a Virgem dos Rochedos e A Última Ceia. Seu desenho mais antigo é o Vale do Arno (1473), que ostenta as montanhas tão frequentes em suas obras.
Entre seus desenhos mais famosos está o Homem Vitruviano, um estudo das proporções do corpo humano, e a Cabeça de Anjo, esboço de Uriel em A Virgem dos Rochedos, no Louvre, e um grande desenho em giz, A Virgem, o Menino, Sant'Ana e São João Batista, na National Gallery em Londres. Este desenho emprega o efeito sutil do sfumato, técnica de sombreado presente em Mona Lisa. Pensa-se que Leonardo nunca fez uma pintura a partir dele, mas há uma notável semelhança com a pintura A Virgem e o Menino com Santa Ana, atualmente no Louvre.
Outros desenhos de interesse incluem numerosos estudos geralmente referidos como "caricaturas", porque, embora exagerados, parecem ser baseados em observação de modelos vivos, como Cabeças Grotescas. Vasari refere que, se Leonardo encontrasse pessoas com personalidade interessante, ele iria acompanhá-las o dia todo observando. Existem numerosos estudos de belos jovens, muitas vezes associados a Salai, com sua rara e muito admirada beleza facial, o então chamado "perfil grego". Outros estudos muito detalhados são os de roupagens, um bom exemplo é o macabro Retrato de Bernardo di Bandino Baroncelli executado, em que com desapaixonada integridade Leonardo descreve as vestes do participante da Congiura dei Pazzi.

### Primeiras obras

#### Em Florença, 1469–1482

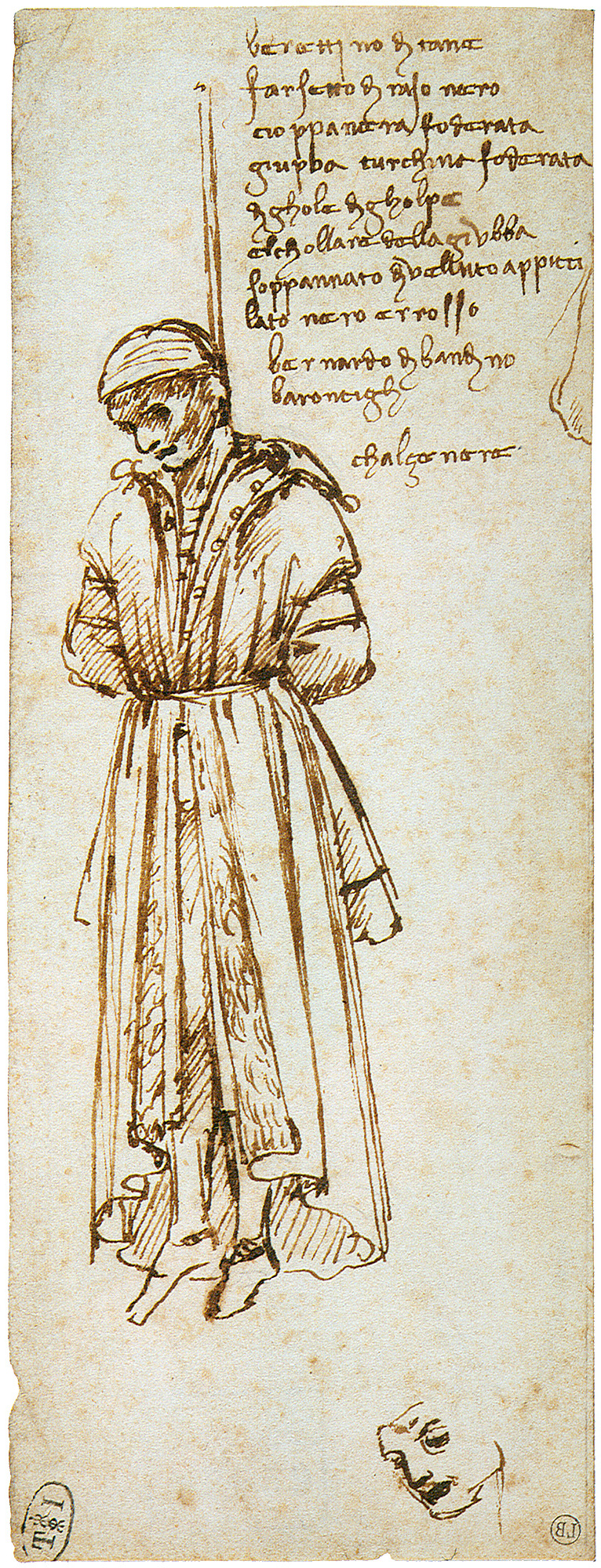
Retrato de Bernardo di Baroncelli executado
Imagem horizontalmente invertida para visualização legível da escrita leonardiana.

Leonardo da Vinci nasceu no seio de uma família cujas posses equivaliam à riqueza das famílias que hoje chamamos classe-média, instruída e altruísta. Jovem, Leonardo revelou desde cedo uma aptidão genial para o desenho, área em que, tecnicamente, mais se destacou, pelo menos na sua carreira prematura.
Segundo, Giorgio Vasari, sua família, amiga íntima da família de Verrocchio, tinha um estreito contato com a arte florentina. Messer Piero, pai de Da Vinci, levou um dia alguns dos trabalhos de Leonardo ao ateliê do pintor, questionando-o sobre o eventual talento de Leonardo e se valeria a pena investir no jovem. Verrocchio ficou espantado com a habilidade de Leonardo e, prontamente, aceitou o jovem no seu estúdio.
Os trabalhos prematuros de Leonardo resumiam-se, de fato, a desenhos, esboços a carvão, tinta nanquim ou aguada. Embora somente se conheça um retrato masculino a óleo na sua obra, o pintor explorou com ênfase o retrato da virilidade masculina, um interesse que se revela mesmo neste tempo de aprendiz. Um dos seus trabalhos mais intrigantes deste início de carreira é Retrato de Bernardo di Baroncelli executado, já no estúdio de Verrocchio, a pena e tinta, realizado a caneta de aparo sobre papel preparado, que conclui o maior registro desenhado, realizado em 29 de dezembro de 1479. Trata-se do retrato de um cadáver, um participante da Congiura dei Pazzi, executado pelo assassinato de Juliano de Médici. Na inscrição no topo do papel, Leonardo descreve o vestuário do executado, incluindo as cores com sua típica escrita invertida. Na margem inferior direita do trabalho aparece ainda uma cabeça. Referência notável para o seu trabalho é a facilidade e o domínio do traço, que revelaria mais tarde no pincel. Duas outras pinturas parecem datar deste seu período no ateliê de Verrocchio, ambas Anunciações. Uma é pequena, com 59 centímetros por 14; é uma predella, destinada a adornar a base de uma composição maior — neste caso, uma pintura de Lorenzo di Credi da qual ela foi separada. A outra é uma obra muito maior, com dois metros e 17 centímetros. Em ambas as Anunciações Leonardo utilizou-se de um arranjo formal (como nas célebres pinturas de Fra Angelico sobre o mesmo assunto), da Virgem Maria sentada ou ajoelhada à direita do quadro, com um anjo de perfil se aproximando pela esquerda, com as asas eretas e portando um lírio em um cenário aberto, com um rico jogo de perspectiva linear. Embora tenha sido atribuído anteriormente a Ghirlandaio, a maior das duas obras é considerada de maneira unânime nos dias de hoje como sendo de Leonardo.
Na menor das pinturas, Maria desvia seus olhos, e dobra suas mãos, num gesto que simbolizava a submissão à vontade de Deus; na outra, no entanto, Maria não está nem um pouco submissa. A bela jovem, interrompida em sua leitura por este inesperado mensageiro, coloca um dedo na sua Bíblia para marcar o lugar onde parou e levanta sua outra mão num gesto formal de saudação ou surpresa. Esta jovem tranquila parece aceitar seu papel como a Mãe de Deus, não com resignação, mas com confiança. Nesta pintura, o jovem Leonardo apresenta a face humanista da Virgem Maria, reconhecendo o papel da humanidade na encarnação de Deus.

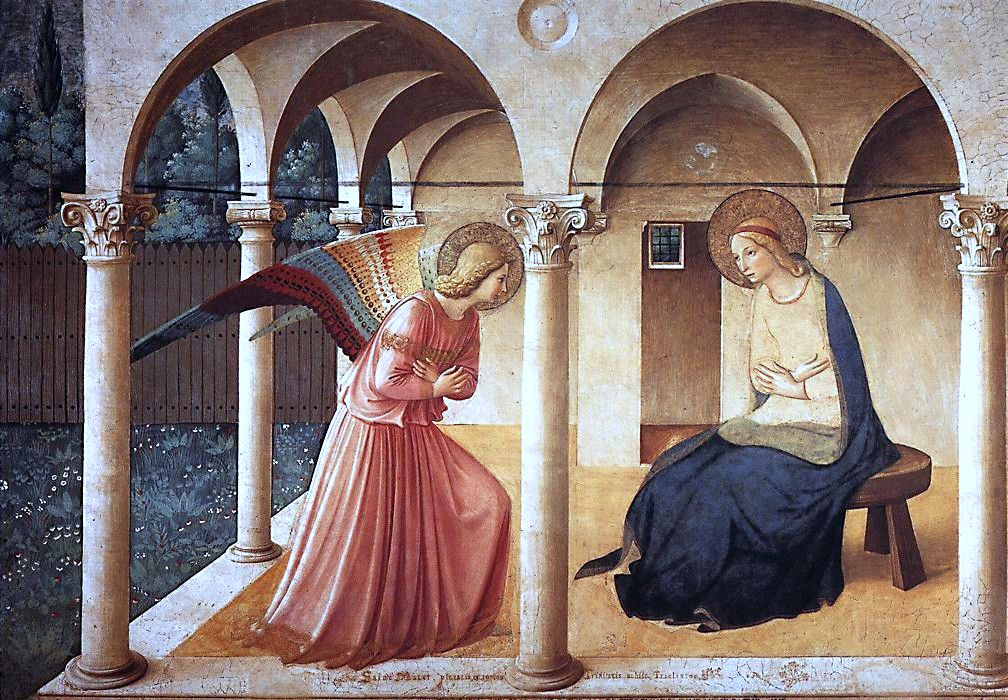
A Anunciação de Fra Angelico, 1437–1446
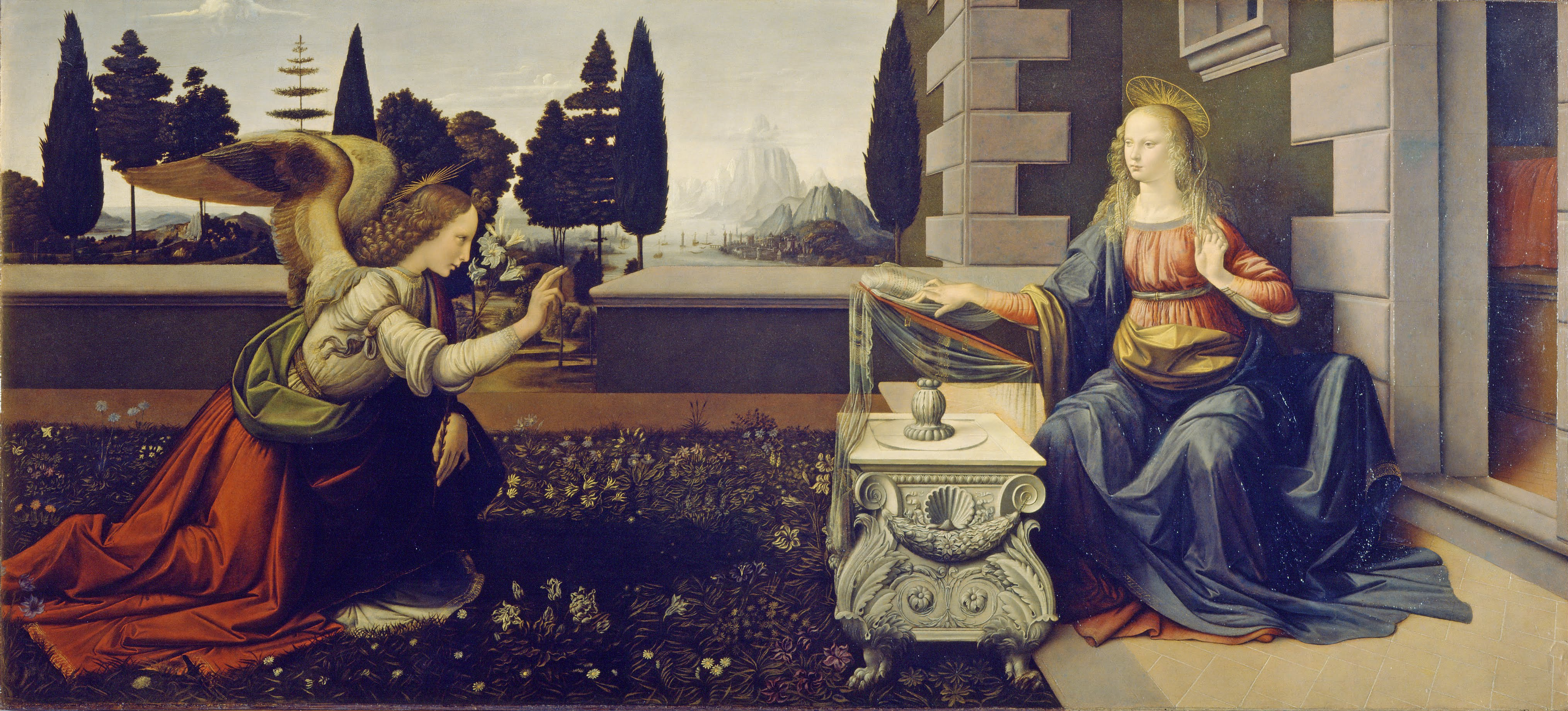
A Anunciação de Leonardo da Vinci, 1472–1475

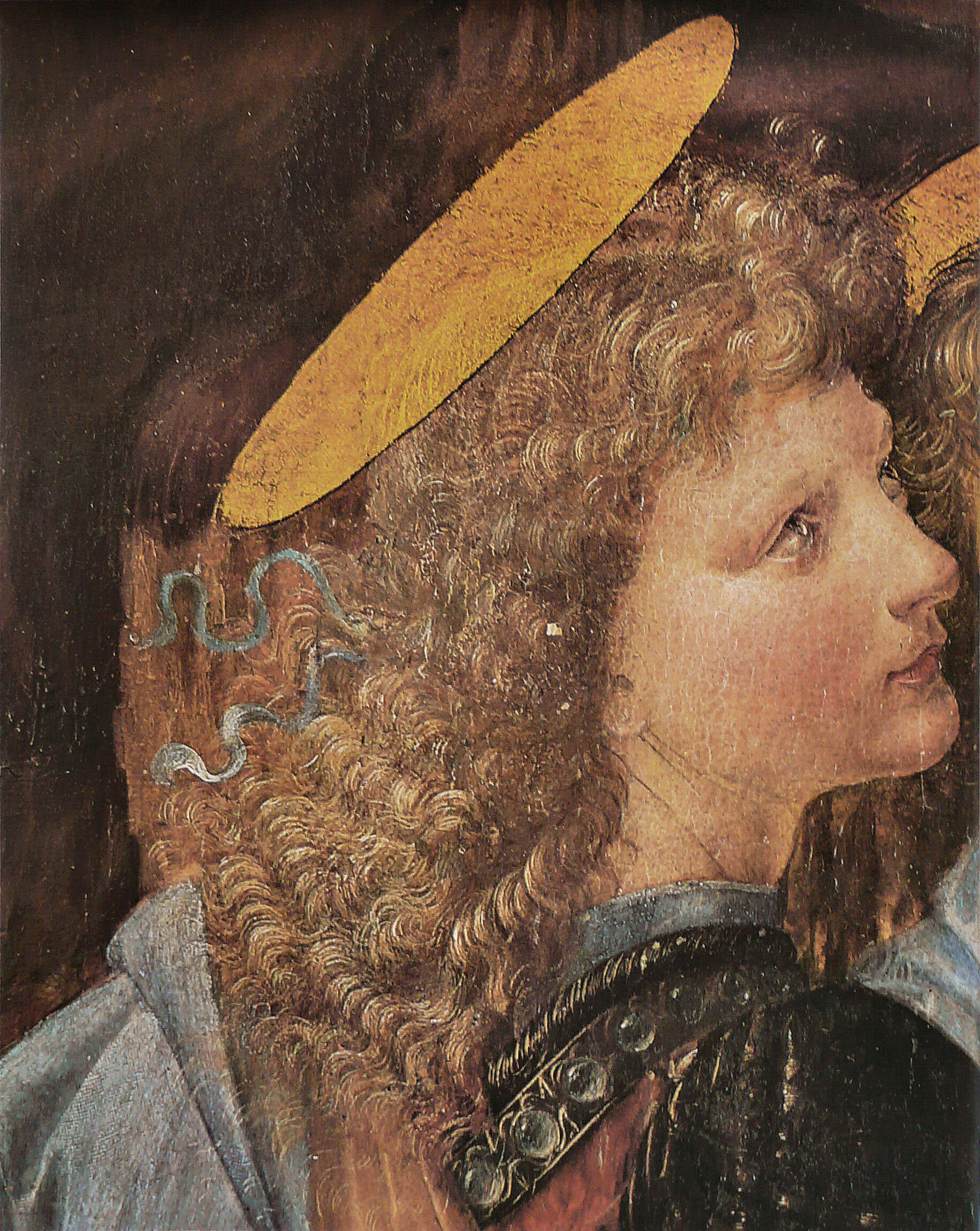
Detalhe do anjo atribuído a Leonardo em O Batismo de Cristo; caracterizado pela beleza, apresenta grande perfeição de perfil, que expressaria com total maestria no Anjo Uriel em sua futura Virgem dos Rochedos.

Uma série de estudos meticulosos o levou a concretizar trabalhos como A Anunciação ou a futura Virgem do Cravo. O estudo de roupagens das personagens das obras são um dos marcos do seu percurso artístico, concebidos com uma primazia notável. Baseando-se em esculturas ou modelos de madeira ou terracota, cobertos por panejamentos e joias — algo em voga, para não ter que pagar cortesãs para posarem para si — Leonardo desenvolveu as suas competências no desenho e sabendo-o bem, no seu Trattato della Pittura, aconselha os artistas a praticarem o desenho através do estudo de relevos e esculturas. Estes estudos, primeiramente postos em prática pelo artista, prepararam um génio sagaz e um mestre inconfundível. O humanista Paolo Giovio e Vasari referem-se constantemente, em suas obras, à perfeição do jovem artista em seus desenhos. Vasari até afirma que 'os desenhos de Da Vinci são tão perfeitos e revelam uma busca tão incansável por novos detalhes, com um esforço de imaginação soberbo, que dificilmente podem ser igualados.
Nesta época, Leonardo desenvolveu um vitium (na acepção portuguesa, uma «obsessão») pela perfeição das obras e desenvolveu imensamente a sua técnica, que o levou a criar outras inéditas, como o sfumato, hoje conhecido através da Mona Lisa. Tal exigência para consigo próprio levaria à não conclusão de diversos trabalhos, pois assim que os iniciava punha-os de lado, tal era a rapidez e eficácia com que aprendia novas técnicas.
Ao mesmo tempo em que realizava os seus famosos estudos de roupagens, Leonardo concretizou vários desenhos e estudos a partir da natureza. Estes são tipificados pelo trabalho que produziu ainda enquanto aprendiz, assim como uma das primeiras obras datadas constantes entre a coleção da Galeria dos Uffizi, atualmente. No canto superior de o Vale do Arno aponta, na sua acostumada escrita invertida, «no dia de Santa Maria do Milagre da Neve, 5 de agosto de 1473».
Estudo a pena e tinta sobre um suporte preparatório quase invisível, mostra a vista sobre um vale com montes e escarpas de ambos os lados, abrindo no fundo uma escassa visibilidade do mar. A vista poderá ser do caminho entre Vinci e Pistoia e, provavelmente, terá sido esboçado a lápis ao ar livre in loco, e depois completada a pena e tinta no ateliê. No início do século XX, Woldemar von Seidlitz compreendeu as fortificações de Papiano nas muralhas e torres numa colina à esquerda da composição. A importância deste desenho não se reflete só no fato de ter sido feito por Leonardo, mas sim, em figurar como um dos primeiros desenhos autónomos de paisagens de toda a História da Arte.
Estes estudos da natureza e de modelos vivos eram postos em prática nas suas obras pintadas, como no Batismo de Cristo, onde, conclusivamente, pintou o anjo que segura às vestimentas de Cristo, que é de longe, muito melhor e elegante que as figuras pintadas por Verrocchio e Botticelli, e a paisagem de sutis transições de tons cromáticos, com incríveis efeitos da luz, desfocando contornos de montanhas e colinas distantes, fundindo-as a uma neblina luminosa — efeito obtido pelo emprego prematuro do óleo em sua obra artística —, uma evocação ao desenho do Vale do Arno e antecipação do fundo de Mona Lisa.

#### Vida profissional, 1476–1513
Dando início à carreira profissional de artista, o retrato de uma jovem foi encomendado diretamente a Leonardo. Marcante, o retrato possui uma forte presença iconográfica e uma austera amargura. Prematuramente noiva de Luigi di Bernardo di Lapo Niccolini, a juventude de Ginevra, filha de Amerigo Benci, um banqueiro, e possivelmente desejada do embaixador de Veneza, Bernardo Bembo alcançou a eternidade com esta pintura, encomendada provavelmente pelo último, embora seja sugerido que a encomenda tenha sido feita pela família da jovem em comemoração de seu casamento.
A pintura, inicialmente maior, sofreu danos, e proprietários posteriores provavelmente a compactaram com um corte de cerca de nove centímetros em sua parte inferior. Tal suposição é sustentada pela pintura do reverso, e por um desenho preparatório de mãos, que seria da mesma jovem. O desenho encontra-se na Royal Library, Castelo de Windsor.
Tem-se conta de que o nome da jovem e o da pintura formam um jogo iconográfico de palavras. Atrás da bela jovem, surge uma juniperus. A palavra italiana que define esta árvore é ginepro, significando genebra ou zimbro. Contudo, o significado renascentista da árvore era a pureza e a castidade. Esta ideia é reforçada pela frase inscrita no reverso da pintura, na qual está pintado um pergaminho com louros e uma palma, ambos em torno de um pequeno ramo de zimbro. No pergaminho há os seguintes dizeres: A beleza adorna a virtude (VIRTUTEM FORMA DECORAT).
A expressão facial da jovem é o mais intrigante na pintura. Olhando o espectador sem encarar, a incerteza dos seus sentimentos intriga os especialistas; não se sabe se está cansada, triste, serena, zangada, ou seja, um rol de sentimentos inacabáveis que a expressão facial lhe atribui. Uma jovem que oculta o íntimo, modesta, ausente de joias, tem como maior adorno a própria beleza natural como a paisagem que a cerca, o que poderia justificar a inscrição do reverso.

### Obras da década de 1480
Na década de 1480, Alta Renascença, recebeu três importantes encomendas e começou outro trabalho ainda, cujo tema abriu uma rotura em termos de composição. Dois desses três trabalhos nunca foram acabados (devido a sua partida para Milão) e o terceiro levou tanto tempo, que tornou-se alvo de longas negociações ao longo da sua execução e pagamento. Uma destas pinturas é São Jerônimo no Deserto. Esta pintura é associada com um período difícil da vida de Leonardo, e coincide com sinais de melancolia encontrados em seu diário: "Achei que estava aprendendo a viver; estava apenas aprendendo a morrer". A composição da pintura foge às práticas costumeiras da época; São Jerônimo, como um penitente, ocupa o centro da figura, levemente inclinado diagonalmente, e visto quase que de cima. A sua forma, ao ajoelhar-se, adquire um contorno trapezoide, com um braço esticado à borda exterior da pintura, e seu olhar virado para a direção oposta; alguns estudiosos apontam na obra ligações com os estudos anatômicos de Leonardo.
Outra composição um tanto quanto atrevida, os elementos paisagísticos e o drama pessoal ressoam na obra de arte inacabada: A Adoração dos Magos, encomenda dos monges de San Donato a Scopeto. É uma composição muito complexa sobre cerca de 250 cm de largura e comprimento de uma placa de madeira. Para este trabalho o artista esboçou vários desenhos e numerosos trabalhos e estudos preparatórios, incluindo um detalhe de uma perspectiva linear das ruínas de um edifício clássico. Mas em 1482 Leonardo saiu com destino a Milão por ordens de Lourenço de Médici, em tributo a Ludovico Sforza, o mouro, e a pintura e todo o trabalho que havia tido foi abandonada.

#### Em Milão, 1482–1499
Em Milão, o primeiro registo de Leonardo da Vinci é um contrato de uma Confraria religiosa intitulada Imaculada Conceição, datado de 25 de abril de 1483, para a pintura de um retábulo para abrilhantar o altar da capela de São Francisco, o Grande. O resultado seria o terceiro mais importante trabalho pictórico do artista, A Virgem dos Rochedos.
A encomenda era a execução de pinturas com a ajuda dos irmãos Ambrogio e Evangelista de Predis, para um grande e complexo altar, já construído anteriormente por Giacomo da Maiano. Leonardo, encarregado do painel central, escolheu pintar um enfático momento da infância de Cristo, quando o pequeno João Baptista, com a proteção do anjo Uriel, conheceu a Sagrada Família numa gruta do Egito, cena da tradição cristã dos livros apócrifos e de uma Florença deixada para trás, de numerosas lendas sobre São João Batista. Neste cenário rochoso que evoca a um passeio de infância do artista ao Monte Ceceri (próximo do território florentino), João reconhece e adora Jesus como o Cristo. A pintura mostra uma misteriosa beleza como as graciosas figuras ajoelhadas em adoração em torno do Menino Jesus, em uma paisagem selvagem de queda de rochas e um vale de águas azuis, e coincide com a abandonada Adoração dos Magos devido ao seu naturalismo e contraste de luz e sombra (chiaroscuro), aqui distintamente visível. A pintura solenemente declara a riqueza do conhecimento estilístico do traje e da sua representação, a julgar pela concepção notável do vestuário de Uriel (que compete com a simples túnica enegrecida azul da Virgem), impressa numa figura sóbria e imponente, que perde lugar na segunda versão onde assume outra pose, desta feita mais singela, cedente a uma nova Virgem vestida de um manto de azul brilhante, suavizando o cenário áspero e contrastando com a representação da primeira versão. Apesar das avantajadas medidas, cerca de 200 por 120 cm (a segunda versão existente cerca de 190 por 120 cm), a pintura da Virgem nas Pedras não é tão complexa quanto a encomenda dos monges de São Donato, constando em cena somente quatro figuras em vez de cerca de cinquenta — cuja forma conjunta completa uma pirâmide triangular — numa paisagem rochosa, em vez de detalhes arquitetônicos. Eventualmente, a pintura foi acabada. De fato, duas versões desta pintura foram feitas, uma entregue a Confraria religiosa e a outra levada para a França pelo próprio Leonardo.
Acredita-se que a versão do Louvre seja a primeira das versões, pintada entre 1483–1486, ou mais cedo. A segunda versão, pertencente a National Gallery desde 1880, foi vendida pela igreja em 1781, e, certamente, em 1785 tornou-se posse de Gavin Hamilton, que a levou para a Inglaterra, onde passou por várias coleções. Nesta versão é provável a participação de outros artistas como Ambrogio de Pedris, e, de certo modo, mesmo tratando-se de uma pintura mais madura, seu naturalismo perde lugar para um idealismo muito maior do que o da versão anterior. Atualmente, existe a especulação de uma outra versão (Versão Cheramy), em que Leonardo tenha participado, cronologicamente anterior a versão de Londres.

#### Encargos na Corte

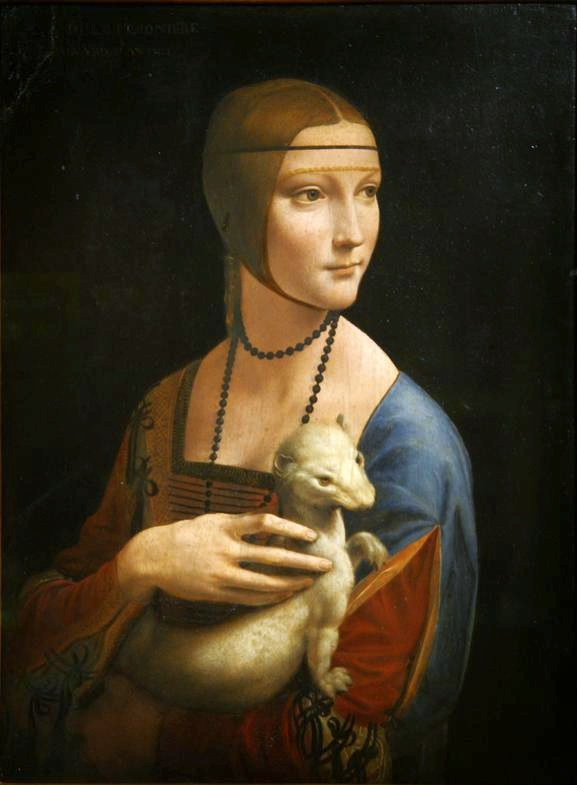
Retrato de Cecília Gallerani, Dama com Arminho. É possível notar, na ponta dos dois dedos inferiores, retoques grosseiros, assim como na região esquerda do modelo, efeito de restaurações posteriores.

Entre 1487 e 1490, Leonardo assume uma posição de destaque na corte milanesa. O seu trabalho não se resumia a pintar, e entre outras coisas, também era responsável pela organização de festividades, trabalho que intimamente não o contentava; trabalhou vários anos na realização de uma estátua equestre para o antecessor de Ludovico, Francesco I Sforza, que nunca concluiu devido a gastos na defesa e na edificação de estruturas defensivas, como arquiteto militar do duque. Leonardo também participou da decoração de quartos e apartamentos da corte (sendo somente parte da Salla delle Asse trabalhada por volta de 1498, o que restou deste encargo), e na decoração do refeitório dos padres dominicanos de Santa Maria delle Grazie (1495–1498).
É nesta época de grandes feitos que inúmeros retratos de mulheres intimamente ligadas ao seu patrono são realizados, entre eles o retrato de uma jovem muito admirada na corte, cujo resultado seria uma mistura da linguagem iconográfica de Ginevra de' Benci e o naturalismo da Virgem dos Rochedos. Entre as suas obras acabadas ocupa uma posição de destaque um retrato de uma senhora da aristocracia, que segura nas mãos um arminho: o retrato de Cecília Gallerani, mundialmente conhecido como Dama com Arminho. Pintado por volta de 1488, o quadro concentra todas as inovações de Leonardo na época: a representação do rosto virado em uma posição de três-quartos, o gesto da mão, a definição da forma pela luz e a representação do movimento interrompido visando uma estrutura helicoidal. Cecília parece reagir à presença de alguém fora da pintura, em um movimento de giros de cabeça e tronco, o arminho de tamanho um tanto exagerado, repete-lhe o gesto, a mão curvada elegantemente corresponde, por sua vez, ao movimento do animal, criando uma sintonia entre modelo e o arminho.
De fato, a linguagem iconográfica utilizada por Leonardo nesta obra — que nos remete a uma pintura de sua fase inicial, a Ginevra de' Benci —, fez com que permanecessem vários mistérios em relação ao simbolismo do arminho. Acredita-se que o arminho é uma alusão ao apelido da jovem aristocrata, visto que o som de «Gallerani» é remanescente da acepção grega para arminho, "galée". Noutra vertente, o animal é considerado um sinal de pureza, pois, acreditava-se, o arminho preferia morrer em uma caçada, do que se refugiar em alguma toca, para não sujar seu manto branco. Porém, a razão mais provável é a terceira, ou seja, a alusão a Ludovico Sforza. A jovem era a amante de eleição de Ludovico e, a partir de meados de 1488, este começou a usar o arminho como um dos seus emblemas. Assim Ludovico, sob a simbólica forma de animal, surge no regaço da jovem, bem penteado e acariciado pelas mãos da sua amante. Existem provas documentais de que o quadro pertenceu a retratada.

### Obras da década de 1490
- Retratos de Perfil

O Retrato de Mulher de Perfil (c. 1493–1495), trata-se do retrato da esposa de Ludovico Sforza, Beatriz d'Este. Pintado, provavelmente, por Ambrogio de Pedris, com a qualidade do traço da cabeça da retratada sugerindo, segundo Martin Kemp, professor emérito de pesquisa em história da arte na Universidade de Oxford, que Leonardo tenha participado da pintura, se responsabilizando pelas bases do desenho. A atribuição é reforçada de forma recíproca com a atribuição de um quadro a que, inicialmente, foi dada origem alemã, do século XIX, mas que foi, em 2009, atribuído a Leonardo. Trata-se de um retrato de mulher igualmente de perfil e com características semelhantes ao retrato de Cecília Gallerani, que foi identificado graças a uma impressão digital e análises científicas. Inicialmente denominado Mulher de Perfil com Vestido da Renascença, foi renomeado de La Bella Principessa por Kemp, que identificou a retratada como Bianca Sforza, filha de Ludovico Sforza e sua amante Bernardina de Corradis. Os membros da família Sforza sempre foram retratados em perfil, em contraste com as amantes de Ludovico que não eram. Por volta deste período datam-se mais dois retratos atribuídos ao artista, o inacabado Retrato de um Músico, seu único retrato pictórico masculino e La Belle Ferronière, retrato de Lucrezia Crivelli, amante de Ludovico, encerrando um ciclo de retratos femininos na corte milanesa. Há uma referência documentada de uma encomenda, possivelmente do duque Ludovico Sforza, presente em uma lista que instruía um de seus funcionários, Marchesino Stanga, com tarefas que lhe exigiam atenção.

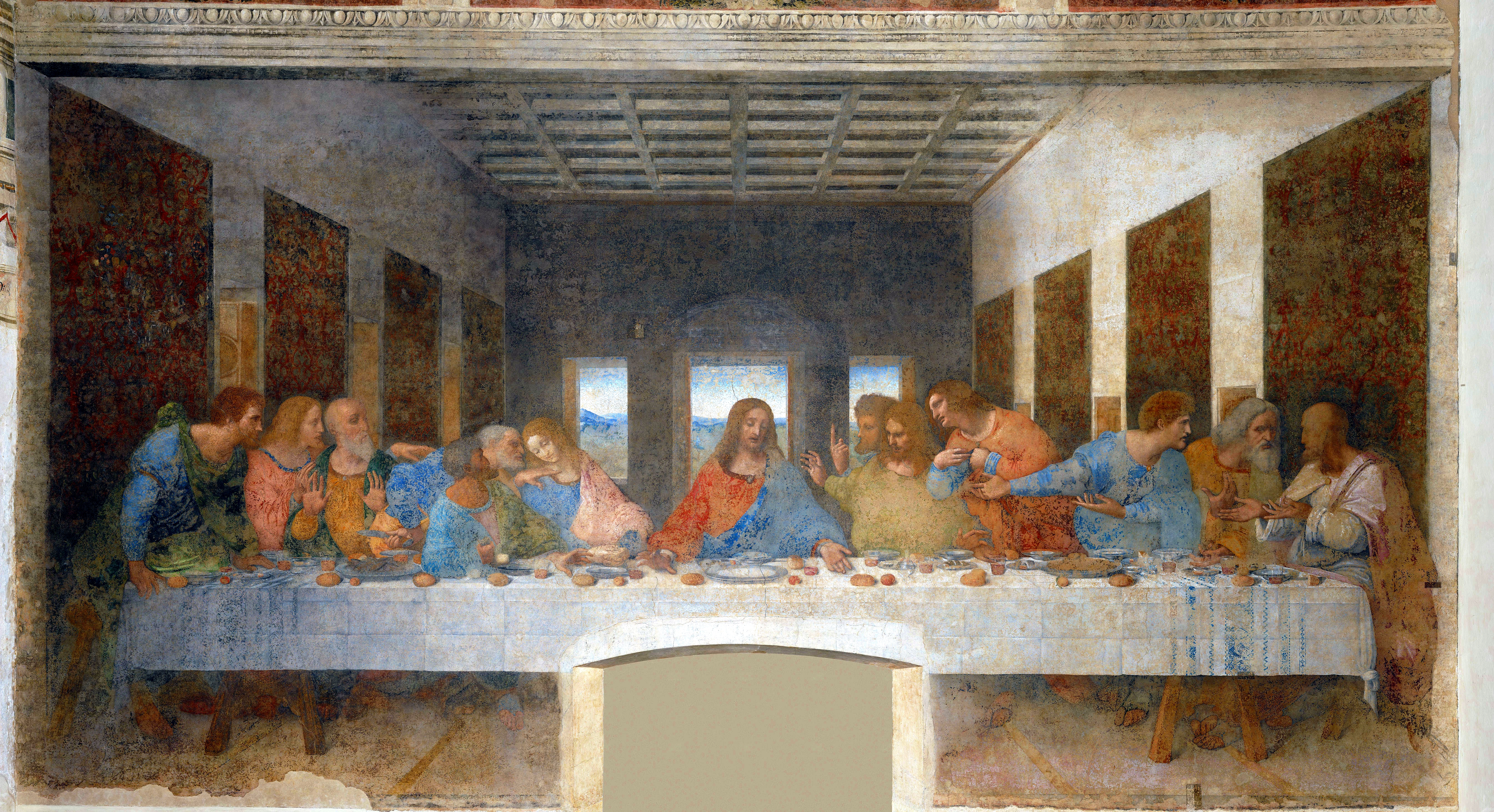
Leonardo pintou A Última Ceia, um incrível trabalho, o mais sereno e distante do mundo temporal, durante anos caracterizado por conflitos armados, intrigas, preocupações e emergências.

A pintura mais famosa de Leonardo, da década de 1490, é A Última Ceia (1495–1498), pintada no refeitório dos padres dominicanos de Santa Maria delle Grazie em Milão. É uma obra fundamental da história da Arte. A pintura apresenta a Última Ceia, partilhada por Jesus com seus discípulos, antes de sua captura e execução. Mostra o momento específico em que Jesus, de acordo com o relato bíblico, teria dito aos apóstolos que um deles o trairia. Leonardo mostra a consternação que esta afirmação provocou entre os doze seguidores de Jesus.
Isto, de acordo com Vasari, estava além da compreensão do prior, que o atormentou até que Leonardo pedisse a intervenção de Ludovico. Vasari descreve como Leonardo, atormentado com a dúvida de sua capacidade de retratar os rostos de Cristo e do traidor Judas, disse ao duque que seria obrigado a usar o próprio prior como seu modelo.
Quando terminada, a pintura foi aclamada como uma obra-prima do desenho e da caracterização, porém rapidamente deteriorou-se, a tal ponto que, cem anos depois de seu término, a obra foi descrita por um observador seu como "completamente arruinada". Leonardo, em vez de usar a técnica mais confiável do afresco, utilizou-se da têmpera sobre uma superfície feita basicamente de gesso — o que resultou num material sujeito ao mofo e a esfarelar-se. Apesar disso, a pintura continua a ser uma das obras de arte mais reproduzidas de todos os tempos, e incontáveis cópias suas são feitas corriqueiramente, das maneiras mais variadas — de tapetes a camafeus.
Explode em Milão a Segunda Guerra Italiana (1499–1504), e Ludovico Sforza é deposto. Após a destruição de seu modelo em argila para o Gran Cavallo pelas tropas francesas, Leonardo sente-se fortemente motivado a abandonar a cidade. Acompanhado de Salai e seu amigo Luca Pacioli parte, passando por Mântua e depois Veneza, sendo aí empregado como engenheiro e arquiteto militar, e, no ano seguinte, vai para Florença.

### Obras da década de 1500

#### Retorno a Florença, 1500–1506
| Duas versões da Virgem do Fuso atribuídas ao ateliê de Leonardo como cópias de um original perdido ou sob instruções do mestre |  |
| |  |

Em Florença estão documentadas uma ou duas pequenas pinturas da Virgem com o Menino, trabalhadas por Leonardo e seu ateliê, por volta de 1501 em uma carta de Pietro da Novellara para Isabella d'Este, a grande dama do Renascimento protetora das artes em Mântua. A pintura da Virgem do Fuso — como no caso da Virgem dos Rochedos com mais de uma versão — destinava-se ao secretário de Estado francês Florimond Robertet, sendo-lhe entregue, provavelmente, uma de suas versões em 1507, em Blois.
A Virgem do Fuso retrata uma cena de um forte vínculo entre mãe e filho — um amor maternal que se repetiria em pinturas como A Virgem e o Menino com Santa Ana —, o que leva a crer que a pintura fosse destinada a devoção privada. O nome da obra baseia-se no fuso de significado ambíguo presente na pintura. Ao longo dos tempos, vários críticos têm atribuído diversas interpretações ao fuso, mas o mais certo é mesmo que represente uma cruz, mas simplesmente, de forma simbólica.
De fato, a enorme inteligência e criatividade de Leonardo permitiam-lhe tratar todos os assuntos que lhe provocavam algum interesse recorrendo a símbolos. Caso queira representar uma cruz, especialistas apontam duas hipóteses, sendo a mais provável a segunda. Muitos creem, baseando-se nas cópias existentes, que o Menino mira o fuso (simbolicamente, a cruz) com uma devoção perplexa, reforçada pela expressão do seu olhar, que parece agradado com o objeto que tem em mãos. No entanto, em segunda hipótese está a ideia de que o Menino brinca com o fuso com alegria, o que seria considerado uma heresia na altura em que foi pintada, caso este represente uma cruz. A imagem de Jesus brincando com a cruz não seria aceita pela conservadora sociedade, e menos ainda pela Igreja e pelo Tribunal Inquisidor, o que reforçaria os fins de devoção privada. Atualmente, existem duas versões associadas a Leonardo, mas as atribuições não são unânimes. É provável que as pinturas sejam cópias do original de Leonardo, de autoria dos pupilos do artista, com ou sem o auxílio do mestre.
Entre as obras realizadas por Leonardo na década de 1500 está um pequeno retrato, conhecido como Mona Lisa ou La Gioconda, "a risonha". A pintura é famosa principalmente pelo sorriso elusivo no rosto da retratada, e pela qualidade misteriosa, possivelmente provocada pelo fato de que o artista sombreou sutilmente os cantos de sua boca e olhos, para que a natureza exata do sorriso não pudesse ser determinada. Este sombreado peculiar, pelo qual a obra é conhecida, veio a ser chamado de sfumato ("esfumaçado"). Vasari, que se acredita ter conhecido a pintura apenas pela sua reputação, disse que o seu "sorriso era tão agradável que parecia ser divino, em vez de humano; e aqueles que o viram ficaram espantados ao descobrir que ele parecia tão vivo quanto o original". 

Mona Lisa (1503–1507 — Louvre)

Outra característica observada nesta obra é o vestido sem adornos (uma maneira de evitar que o espectador não tenha a sua atenção desviada dos olhos e das mãos da retratada), o cenário de fundo, dramático, no qual o mundo parece estar no estado de fluxo contínuo, com uma coloração controlada, e a natureza extremamente suave da técnica de pintura, que emprega tintas a óleo aplicadas como se fossem têmpera, e misturadas de tal maneira na superfície que as pinceladas não podem ser percebidas. Vasari expressou a opinião de que a maneira com que Leonardo fez a pintura faria mesmo "o mais confiante dos mestres (…) desesperar-se e desanimar". O estado perfeito de conservação em que a pintura se encontra, e o fato de que não existem outros sinais de reparos relevantes ou pinturas sobrepostas é extremamente raro numa pintura desta idade.
A identidade do modelo é motivo de controvérsias, acredita-se que seja Lisa del Giocondo (Lisa Gherardini), mulher de um comerciante florentino, Francesco del Giocondo, com base em notas escritas de Agostino Vespucci de 1503 em um livro impresso de Cícero, de 1477 (parte do acervo de livros datados da primeira fase da imprensa), encontradas na Biblioteca da Universidade de Heidelberg, confirmando a afirmação de Vasari, que identificou a pintura como "Monalisa" em sua publicação em 1550, em referência à Lisa del Giocondo. Descobriu-se também que Lisa tinha sido mãe recentemente, e o retrato foi realizado possivelmente em comemoração da recente maternidade. Esta teoria é reforçada pela descoberta de um fino véu negro — utilizado pelas aristocratas toscanas durante, e alguns meses após a gestação —, durante pesquisas do Centro de Pesquisa e Restauração dos Museus da França (C2RMF) e o Conselho Nacional de Pesquisas do Canadá (NRC), quando a pintura foi submetida ao exame em infravermelho.
Lillian Schwartz, cientista dos Laboratórios Bell, sugere que a Mona Lisa é, na verdade, um autorretrato de Leonardo, porém, vestido de mulher. Esta teoria baseia-se no estudo da análise digital das características faciais do rosto de Leonardo e os traços do modelo. Comparando um autorretrato de Leonardo com a mulher do quadro, verifica-se que as características dos rostos alinham-se perfeitamente. Essa hipótese ganha ênfase em O Código da Vinci, best-seller de Dan Brown. O quadro está exposto no Museu do Louvre desde 1804 e é a maior atração dos seis milhões de visitantes anuais do museu. Em 1506, o então governador francês do ducado de Milão, Charles d'Amboise, solicitou ao governo de Florença a permissão para a viagem de Leonardo a Milão, para resolver o problema de trabalhos pendentes. A permissão concedida era de três meses, entretanto, o artista acabou permanecendo na cidade mais tempo do que o previsto.

#### Retorno a Milão, 1506–1513

A Virgem e o Menino com Santa Ana (1508) — Louvre

Não se sabe ao certo a natureza da origem do trabalho inacabado, é sugerido tratar-se da Virgem dos Rochedos versão de Londres, em que, em uma sentença judicial datada de 27 de abril, era cobrada a finalização da pintura à Leonardo e Ambrogio de Pedris. Possivelmente, a pintura inicial tratava de uma cena de adoração ao Menino Jesus, já que exames em infravermelho realizados em 2005 revelaram uma pintura diferente oculta, por baixo da versão visível, entretanto, Leonardo retomou a composição da anterior Virgem dos Rochedos de 1483, com leves alterações, e figuras maiores e mais monumentais do que a versão anterior. O fator da execução da mesma pintura é alvo de controvérsias, mas sabe-se que a versão de Londres foi a entregue, de fato, a confraria, mesmo provavelmente, ainda inacabada, e a anterior ficou em mãos de Leonardo.
Leonardo teve uma estranha carreira, de não cumprimento de prazos, de encomendas inconcluídas ou mesmo jamais entregues, o que resultava em clientes insatisfeitos e frequentes cobranças. Destes trabalhos inacabados, parece existir um importante que retoma as posições oblíquas de pinturas anteriores como São Jerônimo no Deserto, e cuja origem não é necessariamente de uma encomenda.
Nessa nova pintura, a coroação dos muitos desenhos e esboços do tema, abordado pelo artista em diversas ocasiões como em A Virgem, o Menino, Sant'Ana e São João Batista, Leonardo emprega novamente o sutil efeito do sfumato. A pintura retrata a Virgem Maria (cujo manto parece evocar a igualmente oblíqua Virgem Benois, uma de suas primeiras Madonas), seu filho Jesus e sua mãe Santa Ana, avó de Jesus, em uma cena privada e intimista. O que faz esta pintura incomum é que há duas figuras posicionadas obliquamente, sobrepostas. Maria está sentada no joelho de sua mãe, Santa Ana. Ela se inclina para frente para segurar o menino Jesus que brinca (um tanto grosseiramente) com um cordeiro, sinal de seu próprio e vindouro sacrifício. Essa pintura copiada muitas vezes, foi influência para Michelangelo, Rafael e Andrea del Sarto, e através deles Pontormo e Correggio. Na composição, Leonardo mostra novidades que serão adotadas principalmente pelos pintores venezianos Tintoretto e Veronese. Essa pintura assim como Mona Lisa acompanharia Leonardo desde então, entretanto devido a problemas, ficou por concluir.

### Últimas obras

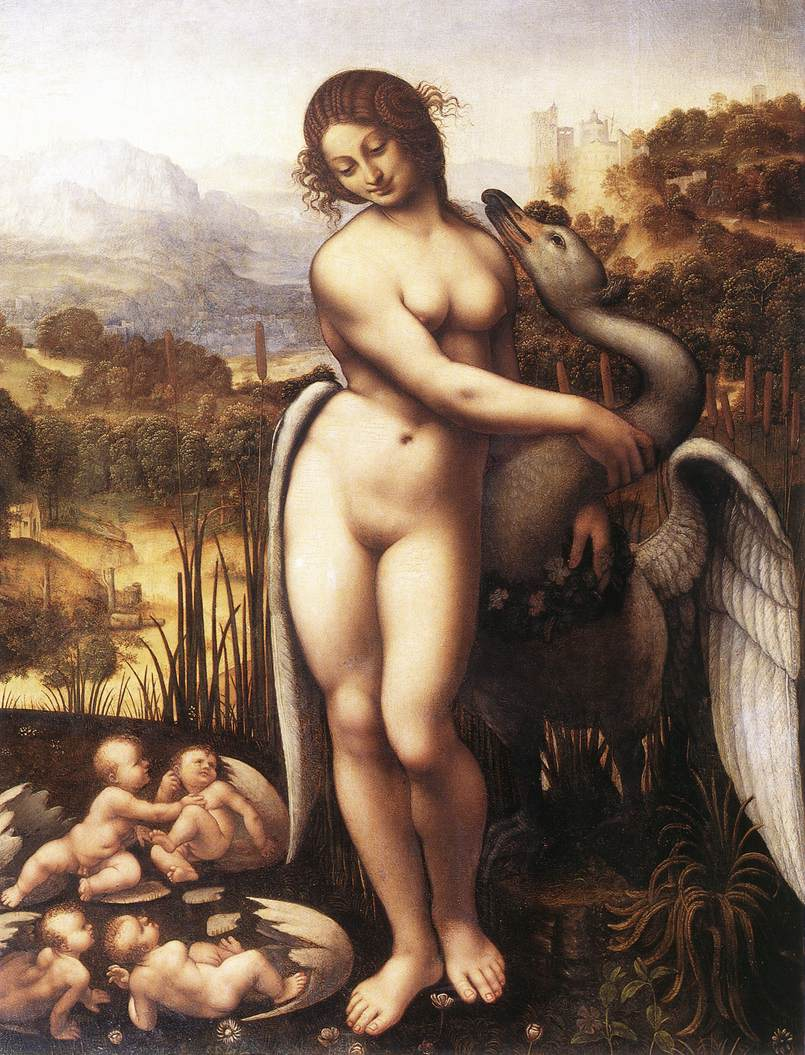
Leda e o Cisne, cópia de Cesare da Sesto, pupilo de Leonardo, baseado no original perdido

Em 1512, Massimiliano Sforza, filho de Ludovico toma posse do ducado de Milão, após a expulsão das tropas francesas de Luís XII, e Leonardo viu-se sem patrono. Em 1513, o filho de Lourenço il Magnifico, Juliano de Médici, o então chefe do estado de Florença, fez um convite para Leonardo viajar a Roma, que estava sobre o controle do seu irmão mais velho, Giovanni (João), agora Papa Leão X.

#### Em Roma, 1513–1516
Em 1513, Leonardo está hospedado no Palácio do Belvedere, no Vaticano, onde residiria até 1516, época em que seu rival Michelangelo e Rafael eram ativos em Roma. Leonardo então sente-se envolvido em crescentes problemas resultantes de seu afastamento da corte — incluindo intrigas com Michelangelo —, e depois é acusado e punido pelo papado devido aos seus estudos anatômicos, sendo proibido de continuar seus estudos por possíveis irregularidades sacrílegas, sendo que de seu patrono, Juliano, não houve nenhuma intervenção.
Suas últimas pinturas datam deste período em que o avanço de um problema de articulação em uma das mãos o faz aos poucos perder as forças, sendo que após esse período não pinta mais. Suas últimas pinturas são São João Batista em que novamente emprega o sutil efeito do Sfumato, Leda e o Cisne seu único nu, hoje perdido, e devido a fraqueza de sua mão, estava incapaz de dar continuidade a Virgem e o Menino com Santa Ana, que leva consigo, juntamente de outras pinturas como Mona Lisa para a França em 1516, onde viveria seus últimos anos acompanhado de Salai e Francesco Melzi, seu pupilo preferido.

## Desenhos

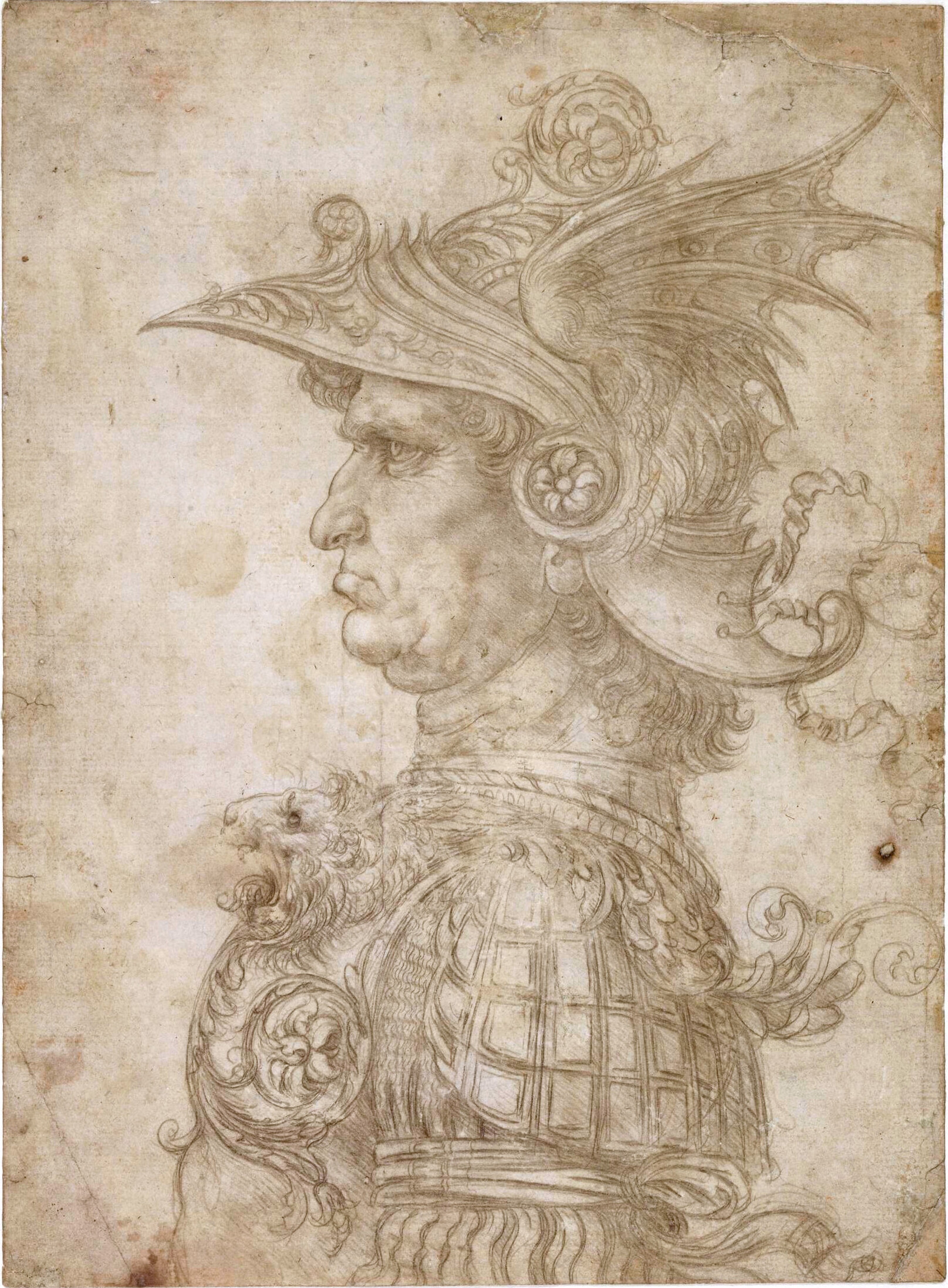
Perfil de Guerreiro Antigo, c. 1472. Museu Britânico, Londres

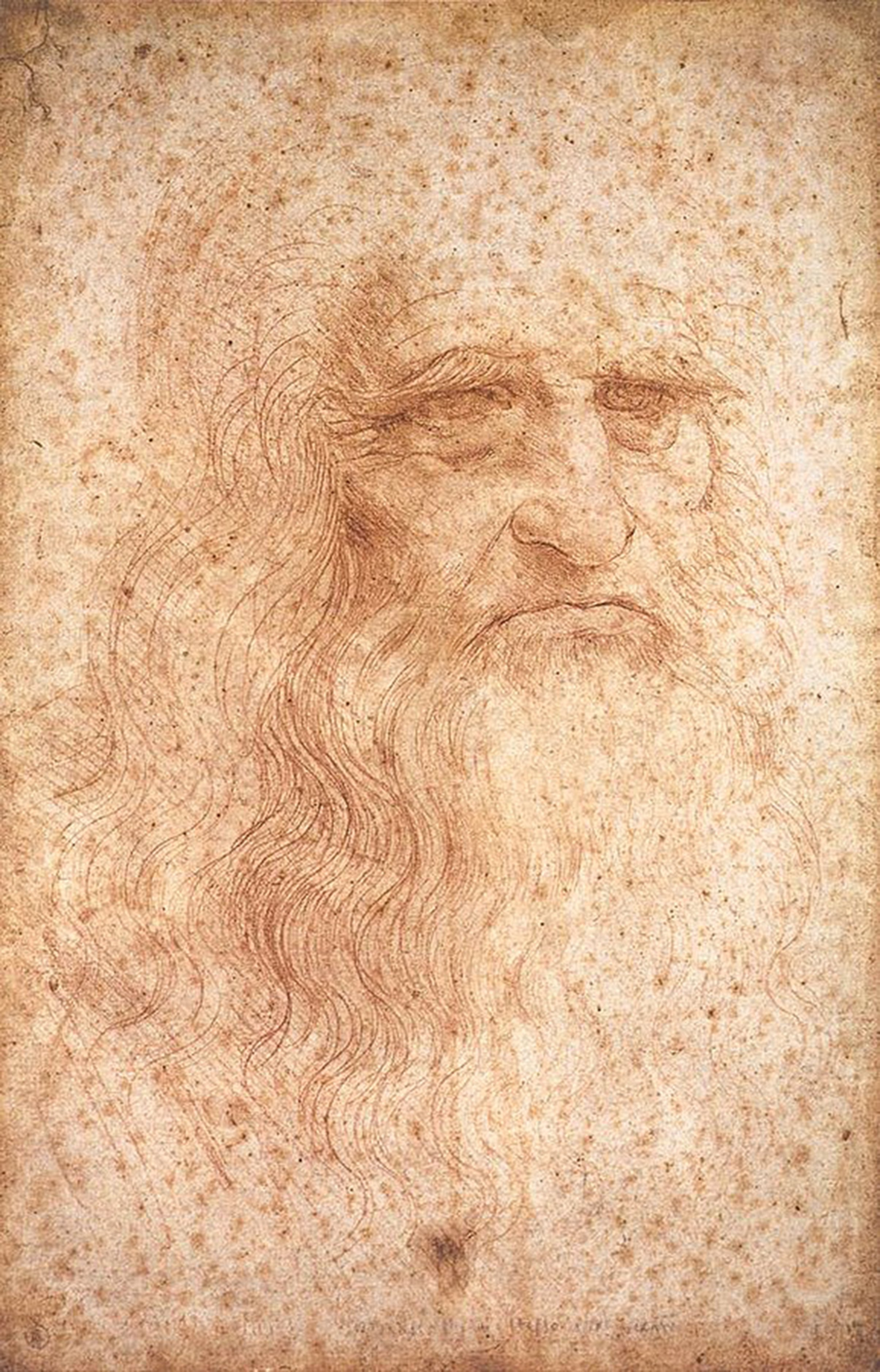
Autorretrato presumido de Leonardo (autorretrato de Leonardo) (c. 1510) na Biblioteca Real de Turim, Itália

Leonardo foi um desenhista prolífico, mantendo cadernos repletos de pequenos esboços e desenhos detalhados que registravam todo tipo de elementos que chamavam sua atenção. Além dos cadernos, existem muitos estudos para pinturas, alguns dos quais podem ser identificados como preparatórios para obras específicas, como A Adoração dos Magos, A Virgem das Rochas e A Última Ceia. Seu desenho datado mais antigo é uma Paisagem do Vale do Arno, de 1473, que mostra com grande detalhe o rio, as montanhas, o castelo de Montelupo e as áreas de cultivo além dele.
Entre seus desenhos famosos estão o Homem Vitruviano, um estudo das proporções do corpo humano; a Cabeça de um Anjo, para A Virgem das Rochas no Louvre; um estudo botânico da Estrela de Belém; e um desenho de grandes dimensões (160 × 100 cm), feito a giz preto sobre papel colorido, de A Virgem e o Menino com Santa Ana e São João Batista na National Gallery, Londres. Este desenho emprega a sutil técnica de sombreamento sfumato, à maneira da Mona Lisa. Acredita-se que Leonardo nunca transformou este desenho em uma pintura, sendo a semelhança mais próxima com A Virgem e o Menino com Santa Ana no Louvre.
Outros desenhos de interesse incluem inúmeros estudos geralmente referidos como "caricaturas", pois, embora exagerados, parecem basear-se na observação de modelos reais. Vasari relata que Leonardo procurava rostos interessantes em público para usá-los como modelos para algumas de suas obras. Há inúmeros estudos de belos jovens, frequentemente associados a Salaì, com a rara e muito admirada característica facial, o chamado "perfil grego". Esses rostos são frequentemente contrastados com o de um guerreiro. Salaì é, por vezes, retratado usando trajes de fantasia. Sabe-se que Leonardo projetou cenários para festividades com os quais esses estudos podem estar associados. Outros desenhos, muitas vezes meticulosos, mostram estudos de drapeados. Um desenvolvimento marcante na habilidade de Leonardo para desenhar drapeados ocorreu em suas primeiras obras. Outro desenho frequentemente reproduzido é um esboço macabro realizado por Leonardo em Florença, em 1479, mostrando o corpo de Bernardo Baroncelli, enforcado em conexão com o assassinato de Giuliano, irmão de Lorenzo de' Medici, na Conspiração Pazzi. Em suas anotações, Leonardo registrou as cores dos trajes que Baroncelli usava quando morreu.
Como os dois arquitetos contemporâneos Donato Bramante (que projetou o Pátio Belvedere) e Antonio da Sangallo, o Velho, Leonardo experimentou projetos para igrejas de planta central, várias das quais aparecem em seus cadernos, tanto como planos quanto como vistas, embora nenhuma tenha sido realizada.

## Cadernos e anotações
O Humanismo renascentista não reconheceu polaridades mutuamente exclusivas entre as ciências e as artes, e os estudos de Leonardo em ciência e engenharia são, por vezes, considerados tão impressionantes e inovadores quanto sua produção artística. Esses estudos foram registrados em 13.000 páginas de anotações e desenhos, que fundem arte e filosofia natural (precursora da ciência moderna). Foram elaborados e mantidos diariamente ao longo da vida e das viagens de Leonardo, enquanto ele fazia observações contínuas do mundo ao seu redor. As anotações e desenhos de Leonardo exibem uma enorme variedade de interesses e preocupações, alguns tão mundanos quanto listas de compras e de pessoas que lhe deviam dinheiro, e outros tão intrigantes quanto projetos de asas e sapatos para caminhar sobre a água. Existem composições para pinturas, estudos de detalhes e drapeados, estudos de rostos e emoções, de animais, bebês, dissecações, estudos de plantas, formações rochosas, redemoinhos, máquinas de guerra, máquinas voadoras e arquitetura.

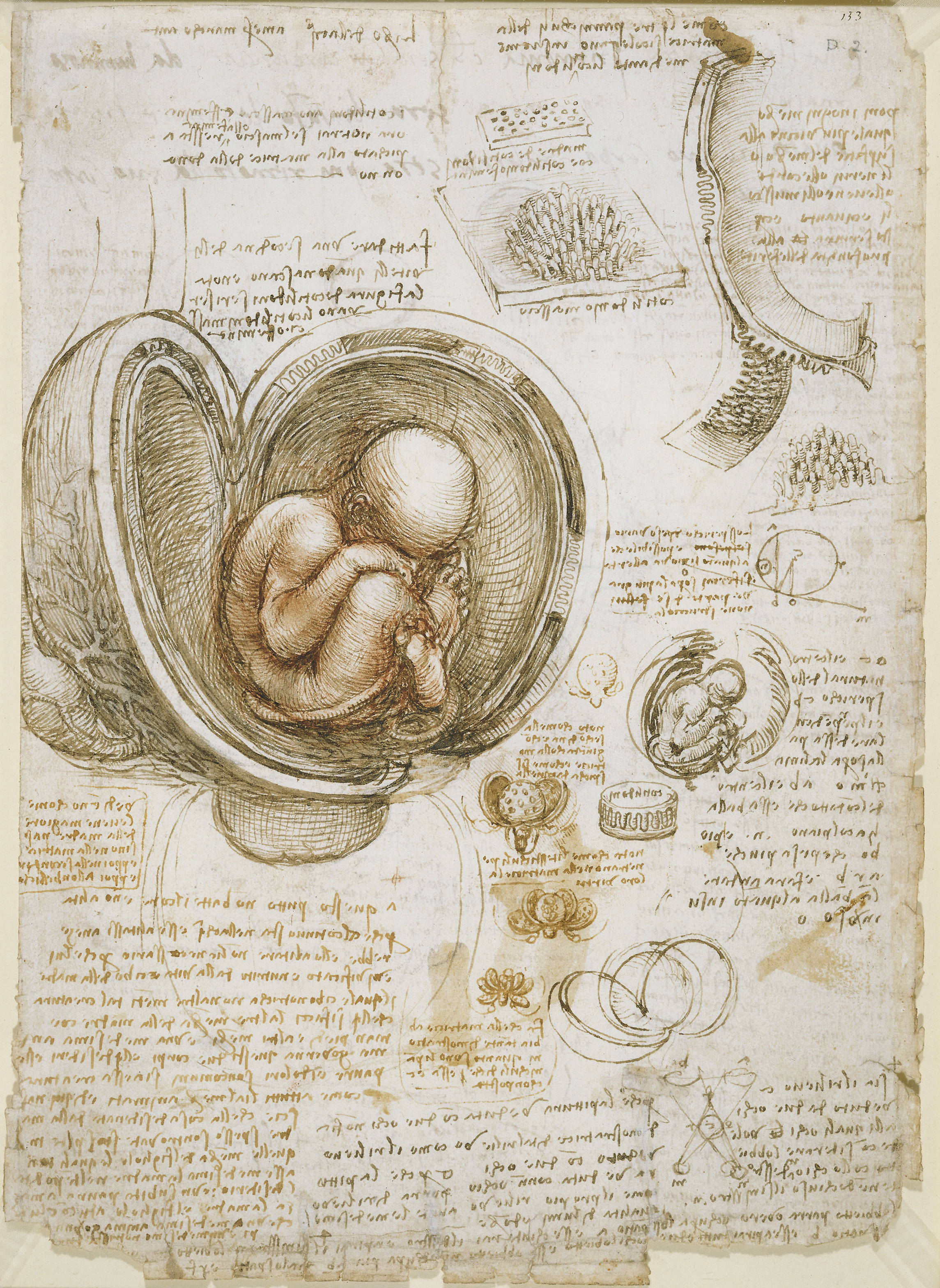
Uma página mostrando o estudo de Leonardo de um feto no útero (c. 1510), Biblioteca Real, Castelo de Windsor

Esses cadernos – originalmente folhas soltas de diferentes tipos e tamanhos – foram em grande parte confiados ao discípulo e herdeiro de Leonardo, Francesco Melzi, após a morte do mestre. Estes deveriam ser publicados, uma tarefa de dificuldade esmagadora devido ao seu escopo e à escrita idiossincrática de Leonardo. Alguns dos desenhos de Leonardo foram copiados por um artista anônimo milanês para um tratado planejado sobre arte (Codex Huygens, Predefinição:Cerca). Após a morte de Melzi, em 1570, a coleção passou para seu filho, o advogado Orazio, que inicialmente demonstrou pouco interesse pelos cadernos. Em 1587, um tutor da casa dos Melzi, chamado Lelio Gavardi, levou 13 dos manuscritos para Pisa; lá, o arquiteto Giovanni Magenta repreendeu Gavardi por ter levado os manuscritos ilicitamente e os devolveu a Orazio. Possuindo muitas outras obras semelhantes, Orazio presenteou os volumes a Magenta. Espalhou-se a notícia dessas obras perdidas de Leonardo, e Orazio recuperou sete dos 13 manuscritos, que então entregou a Pompeo Leoni para publicação em dois volumes; um deles foi o Codex Atlanticus. As outras seis obras foram distribuídas a alguns outros. Após a morte de Orazio, seus herdeiros venderam o restante das posses de Leonardo, e assim começou a sua dispersão.
Algumas obras chegaram a grandes coleções, como a Biblioteca Real no Castelo de Windsor, o Louvre, a Biblioteca Nacional de España, o Victoria and Albert Museum, a Biblioteca Ambrosiana em Milão, que abriga o Codex Atlanticus de 12 volumes, e a Biblioteca Britânica em Londres, que disponibilizou online uma seleção do Codex Arundel (BL Arundel MS 263). Obras também estiveram em Holkham Hall, no Metropolitan Museum of Art e nas mãos privadas de John Nicholas Brown I e Robert Lehman. O Codex Leicester é a única obra científica de grande porte de Leonardo que é de propriedade privada; encontra-se em posse de Bill Gates e é exibida uma vez por ano em diferentes cidades ao redor do mundo.
A maioria dos escritos de Leonardo está em escrita cursiva em escrita especular. Como Leonardo escrevia com a mão esquerda, provavelmente era mais fácil para ele escrever da direita para a esquerda.
Leonardo usava uma variedade de taquigrafia e símbolos, e afirma em suas anotações que pretendia prepará-los para publicação. Em muitos casos, um único tema é abordado em detalhe tanto em palavras quanto em imagens em uma única folha, transmitindo informações que não se perderiam se as páginas fossem publicadas fora de ordem. Não se sabe por que eles não foram publicados durante a vida de Leonardo.

## Cientista e inventor

### Introdução

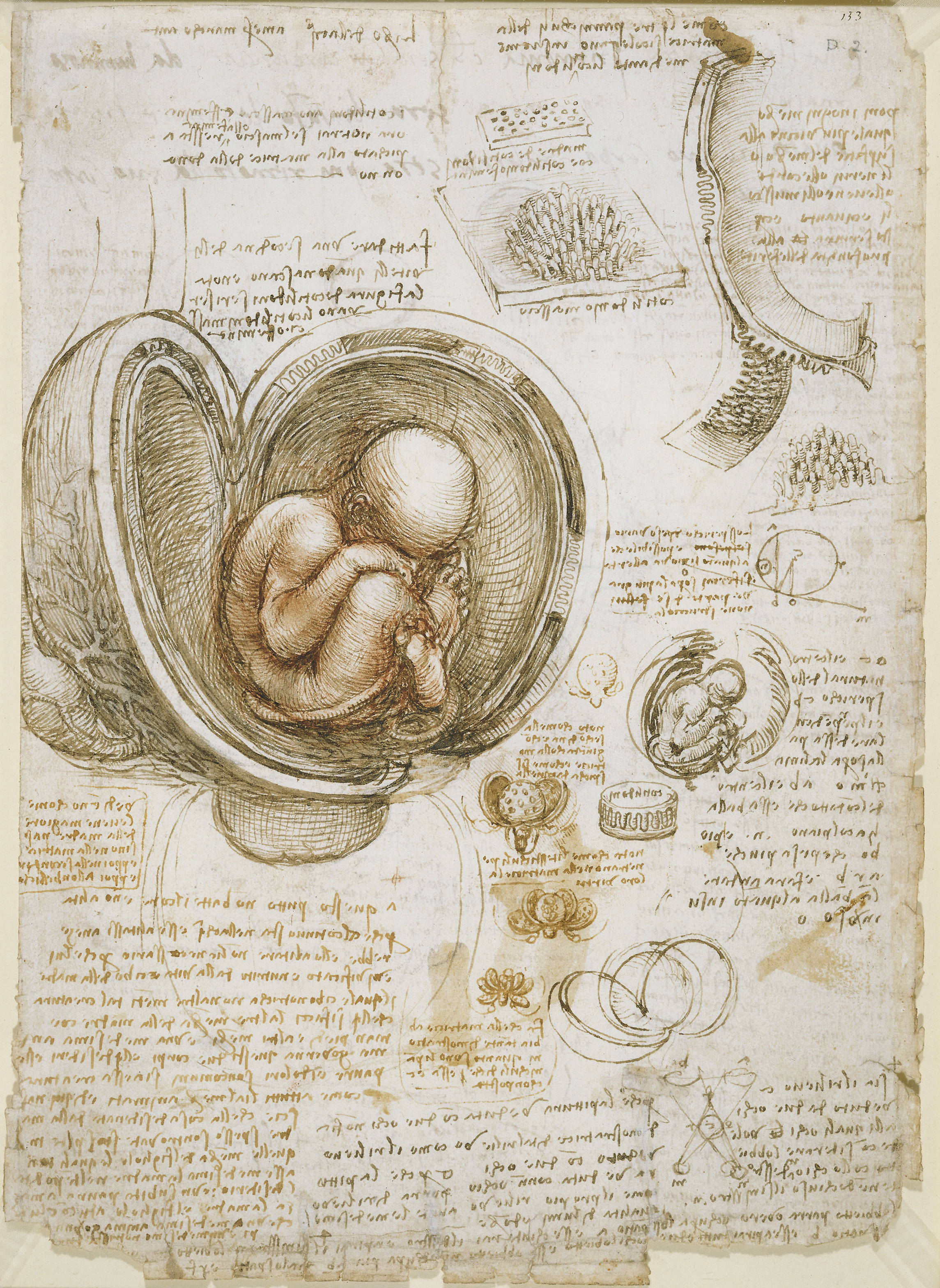
Estudos de embriões (1510–1513) nos quais retrata imagens impossíveis de se ver na época, mas completamente atuais

O humanismo renascentista não via polaridades mutuamente exclusivas entre as ciências e as artes, sendo os estudos de Leonardo, em ciências e engenharia, tão impressionantes e inovadores como o seu trabalho artístico, gravados em cadernos compostos por cerca de 13 000 páginas de notas e desenhos que fundem arte e filosofia natural (precursora da ciência moderna). Estas notas foram feitas e mantidas cotidianamente durante toda a vida de Leonardo e suas viagens, como ele fez em suas observações contínuas do mundo ao seu redor.
Os cadernos são, em sua maioria, escritos de forma invertida (da direita para a esquerda). A razão pode ter sido mais uma oportunidade prática, do que por razões de sigilo como muitas vezes é sugerido. Sendo Leonardo provavelmente canhoto, é possível que lhe era mais fácil escrever da direita para a esquerda.
Suas anotações e desenhos mostram uma enorme gama de interesses e preocupações, algumas tão banais como as listas de compras e as pessoas que lhe deviam dinheiro, e outras tão intrigantes como desenhos de asas e sapatos para caminhar sobre a água. Há composições de pinturas, estudos de detalhes e planejamentos, estudos de rostos e gestos, de animais, bebês, dissecações, estudo de plantas, formações rochosas, piscinas de hidromassagem, máquinas de guerra, helicópteros e arquitetura.
Essas páginas de cadernos originalmente soltas, de diferentes tamanhos, distribuídas após sua morte, encontraram caminho em coleções importantes, como a Royal Library do Castelo de Windsor, o Museu do Louvre, a Biblioteca Nacional da Espanha, o Museu Vitória e Alberto, a Biblioteca Ambrosiana de Milão, que detém os doze volumes Codex Atlanticus, e a Biblioteca Britânica em Londres, que disponibilizou de forma on-line uma seleção a partir do seu caderno BL Arundel MS 263. O Codex Leicester é a única grande obra científica de Leonardo em mãos privadas. É propriedade de Bill Gates e é exibido uma vez por ano em diferentes cidades pelo mundo.
Os estudos de Leonardo parecem ter sido destinados à publicação, porque muitas das folhas têm uma forma e ordem que facilitam a mesma. Em muitos casos, um único tópico, por exemplo, o coração ou o feto humano, é abordado em detalhes em palavras e imagens, em uma única folha.

### Estudos científicos
Leonardo tentou entender os fenômenos e descrevendo em detalhe extremo, e não enfatizou experiências ou explicações teóricas. Ao longo de sua vida, planejou uma enciclopédia baseado em desenhos detalhados de tudo. Como não dominava o latim e a matemática, o Leonardo da Vinci cientista era ignorado pelos estudiosos contemporâneos, como evoca sua famosa frase uomo senza lettere, em que claramente se refere a tais limitações. Na década de 1490, estudou matemática com seu amigo, o matemático Luca Pacioli e preparou uma série de gravuras — incluindo o Homem Vitruviano — para ilustrar o livro de Pacioli, De Divina Proportioni, publicado em 1509.
Parece que a partir do conteúdo de seus diários estava planejando uma série de tratados que seriam publicados em uma variedade de assuntos. Um tratado coerente sobre a anatomia foi dito ter sido observado durante a visita do cardeal secretário Louis D'Aragon, em 1517. Aspectos do seu trabalho sobre os estudos de anatomia, luz e de paisagem foram montados para a publicação por seu pupilo Francesco Melzi e, finalmente publicado como Trattato della Pittura de Leonardo da Vinci, postumamente na França e na Itália em 1651, e na Alemanha em 1724, com gravuras baseadas em desenhos do pintor clássico Nicolas Poussin. Segundo Arasse, o tratado, que na França foi publicado em sessenta e duas edições em cinquenta anos, ocasionou que Leonardo fosse visto como o precursor do pensamento acadêmico francês sobre a arte.
Uma análise recente e exaustiva de Leonardo como cientista por Frtijof Capra defende que Leonardo era um tipo fundamentalmente diferente de cientistas como Galileu, Newton e outros cientistas que o seguiram. Sua experimentação seguiu claro, abordagens com métodos científicos, e juntamente a sua teorização e hipotética voltada às artes, particularmente na pintura, o fizeram um Leonardo único e integrado, em que pontos de vista holísticos da ciência, fazem dele um precursor dos modernos sistemas teóricos e complexas escolas de pensamento.

### Anatomia

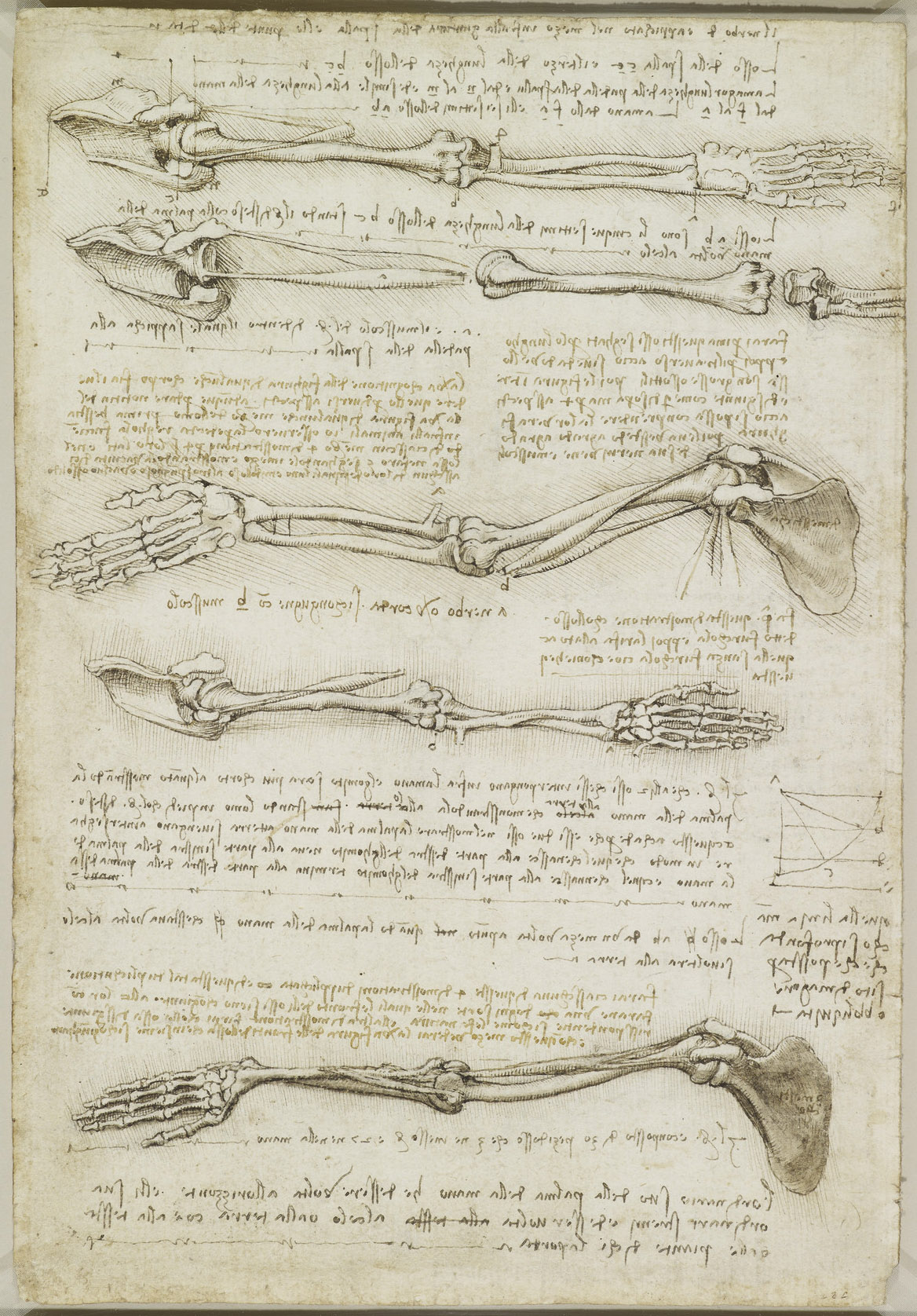
Estudo de ossos do braço (c. 1510)

A formação de Leonardo da anatomia do corpo humano iniciou-se com o seu aprendizado no ateliê de Andrea del Verrocchio, seu mestre insistia que todos os alunos deviam aprender anatomia. Como artista, ele rapidamente se tornou mestre da anatomia topográfica, realizando muitos estudos de músculos, tendões e outras características anatômicas visíveis. Como um artista de sucesso, ele recebeu a permissão para dissecar cadáveres humanos no Hospital de Santa Maria Nuova, em Florença e mais tarde no hospital de Milão e Roma. Entre 1510 e 1511, colaborou em seus estudos o médico Marcantonio della Torre, e juntos elaboraram um trabalho teórico sobre a anatomia, em que Leonardo fez mais de 200 desenhos. Foi publicado apenas em 1680 (161 anos após sua morte), integrando o Trattato della Pittura.
Leonardo desenhou muitos estudos sobre o esqueleto humano e suas partes, bem como os músculos e nervos, o coração e o sistema vascular, os órgãos sexuais, e outros órgãos internos. Ele fez um dos primeiros desenhos científicos de um feto no útero. Como artista, Leonardo observou e registrou cuidadosamente os efeitos da idade e da emoção humana sobre a fisiologia, estudando em particular os efeitos da raiva. Ele também desenhou muitas figuras importantes que tinham deformidades faciais ou sinais de doença.
Ele também estudou e desenhou a anatomia de animais diversos, bem como, dissecando vacas, aves, macacos, ursos e rãs, e comparava seus desenhos em sua estrutura anatômica com o dos seres humanos. Ele também fez uma série de estudos de cavalos.

### Engenharia e invenções

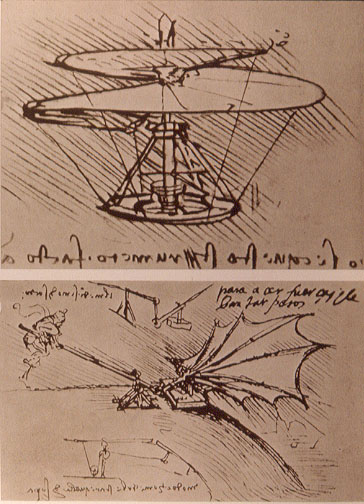
Modelos de máquinas voadoras planejados por Leonardo

Durante sua vida, Leonardo era valorizado como um engenheiro. Em uma carta a Ludovico Sforza, o duque de Milão, afirmou ser capaz de criar todos os tipos de máquinas, tanto para a proteção de uma cidade, quanto para o cerco. Quando ele fugiu para Veneza em 1499, encontrou emprego como engenheiro e arquiteto militar e concebeu um sistema de barricadas móveis para proteger a cidade de um ataque naval. Ele também tinha um esquema para desviar o fluxo do rio Arno, um projeto no qual também trabalhou Nicolau Maquiavel. Os cadernos de Leonardo incluem um vasto número de invenções, alguns de possível construção, outros impossíveis. Eles incluem instrumentos musicais, bombas hidráulicas, canhões, entre outros.
Em 1502, Leonardo da Vinci produziu um desenho de uma ponte como parte de um projeto de engenharia civil para o sultão Bajazeto II de Istambul. Nunca foi construída, mas a visão de Leonardo foi ressuscitada em 2001 quando uma ponte menor, baseada no projeto dele, foi construída na Noruega.
Por maior parte de sua vida, Leonardo foi fascinado pelo fenômeno de voo, produzindo muitos estudos detalhados do voo dos pássaros, incluindo o seu Codex sobre o Voo dos Pássaros de 1505, bem como planos para várias máquinas voadoras, tentou aplicar seus estudos para os protótipos que desenhou, o primeiro batizado de SWAN DI VOLO (Cisne voador), segundo especialistas é de 1510, inclusive um helicóptero movimentado por quatro homens, e um planador cuja viabilidade já foi provada.

## Legado

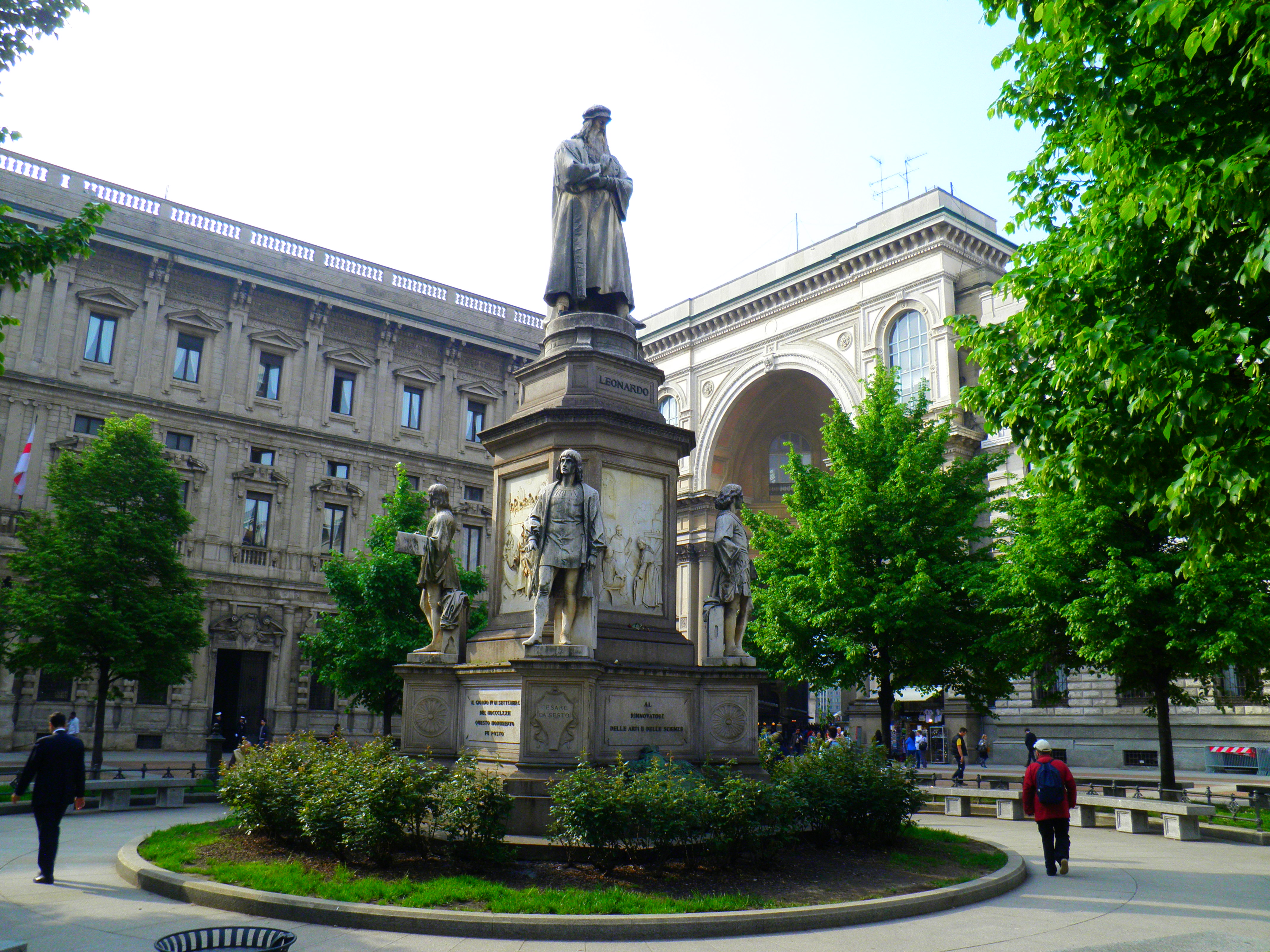
Monumento dedicado a Leonardo da Vinci e seus pupilos na Piazza della Scala em Milão, obra de Pietro Magni

Em vida, a fama de Leonardo foi tamanha que o rei da França levou-o como um troféu, o mantendo na velhice, e o tinha preso nos braços quando morreu. O interesse por Leonardo nunca afrouxou. As multidões ainda fazem filas para ver suas obras mais famosas, seu desenho mais famoso, hoje é estampa de camisetas e escritores, como Vasari, continuam a maravilhar-se com seu gênio e especular sobre sua vida privada e, particularmente, sobre o que uma pessoa tão inteligente realmente acreditava intimamente.
Giorgio Vasari, na edição ampliada de Le vite de' più eccellenti pittori, scultori e architettori, 1568, apresenta o seu capítulo sobre Leonardo da Vinci com as seguintes palavras:
No curso natural dos acontecimentos, muitos homens e mulheres nascem com talentos notáveis, mas, ocasionalmente, de uma maneira que transcende a natureza, uma única pessoa é maravilhosamente dotada pelo céu com a beleza, graça e talento em abundância tal que ele deixa os outros homens para trás, todas as suas ações parecem inspiradas e, na verdade tudo o que faz claramente vem de Deus e não da habilidade humana. Todos reconhecem que isso era verdade em Leonardo da Vinci, um artista de beleza física excepcional, que mostrou infinita graça em tudo que ele fez e que cultivou seu gênio tão brilhante que todos os problemas que estudou, ele resolveu facilmente.
A admiração por Leonardo continuou comandada a partir de pintores, críticos e historiadores, refletida em muitas outras homenagens escritas. Baldassare Castiglione, autor de Il Cortegiano ("O Cortesão"), escreveu em 1528: "(...) Outro dos maiores pintores nesse mundo olha para baixo sobre esta arte em que ele é inigualável (...)", enquanto o biógrafo conhecido como "Anônimo Gaddiano", escreve em 1540: "Seu gênio era tão raro e universal, que pode-se dizer que a natureza fez um milagre em seu nome (...)".

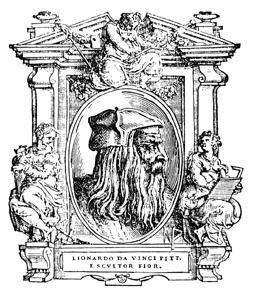
Retrato de Leonardo da Vinci em Le vite, compêndio biográfico escrito por Giorgio Visari

O século XIX trouxe uma admiração especial pelo gênio de Leonardo, fazendo com que Henry Fuseli escrevesse em 1801: "Tal foi o alvorecer da arte moderna, quando Leonardo da Vinci quebrou adiante com um esplendor que afastasse a excelência anterior: formada por todos os elementos que constituem a essência do gênio (...)" Isto é ecoado por A. E. Rio, que escreveu em 1861: Ele elevou-se acima de todos os outros artistas com a força e a nobreza de seus talentos.'
Por volta do século XIX, os cadernos de Leonardo já eram conhecidos, bem como suas pinturas. Hippolyte Taine escreveu em 1866: "Não pode haver no mundo um exemplo de outro gênio tão universal, tão incapaz de cumprimento, tão cheio de desejo para o infinito, tão naturalmente refinado, tanto à frente do seu século, e os séculos seguintes".
O famoso historiador de arte Bernard Berenson escreveu em 1896: "Leonardo é o artista, um dos quais pode-se dizer perfeito literalmente: nada do que tocou se transformou, se não em uma coisa de beleza eterna. Quer seja a seção transversal de um crânio, a estrutura de uma erva daninha, ou um estudo de músculos, ele, com seu sentimento de linha e de luz e sombra, sempre transformou isso em vida, comunicando valores".
O interesse pelo gênio de Leonardo continuou inabalável; especialistas estudam e traduzem seus escritos, analisam suas pinturas com técnicas científicas, discutem sobre atribuições e buscam por trabalhos que nunca foram encontrados. Assim fazendo dele umas das pessoas mais notáveis e notórias da história da humanidade.